# Liste mit Bonn verbundener Personen
Die Liste mit Bonn verbundener Personen führt Personen auf, die der Bundesstadt Bonn besonders verbunden sind. Siehe auch die Liste von Persönlichkeiten der Rheinischen Friedrich-Wilhelms-Universität Bonn.

## Geboren in Bonn
Folgende Personen sind in Bonn oder den heute zu Bonn gehörigen Stadtteilen geboren:

### Bis 18. Jahrhundert
- Efraim von Bonn, * 1132; † 1200, jüdischer Chronist
- Katharina Curtius, † 1629, war Opfer der Hexenverfolgung in Bonn
- Adolf Sigismund von Burman, * 2. Februar 1637; † 8. September 1701, Dechant am Stift St. Cassius und Florentius
- Johann Peter von Burmann, * 1642; † 1. Februar 1696 in Lüttich, Weihbischof
- Maximilian Heinrich von Burmann, * 22. Mai 1648 in Bonn; † 20. Oktober 1685 in Bonn, Weihbischof von Trier und Titularbischof von Diocletiana
- Josef Vitalian Lomberg, * 7. Juni 1739 in Bonn; † 21. Mai 1805 in St. Blasien, Rechtswissenschaftler, römisch-katholischer Geistlicher und Hochschullehrer.
- Johann Peter Salomon, * ? (getauft 20. Februar 1745); † 25. November 1815 in London, Musiker
- Maria Schild, * 3. Mai 1745;  † 17. April 1827 in Bonn, Malerin
- Gertrud Metz, * 1746; † 1793 in London, Stilllebenmalerin
- Bernhard Franz Josef von Gerolt, * 15. September 1747; † 30. Januar 1828 in Bonn, kurfürstlich kölnischer Geheimrat, Mitglied des Kais. Franz. Gesetzgebenden Körpers, Ehrengrab auf dem Poppelsdorfer Friedhof
- Conrad Martin Metz, * 1749; † 16. Dezember 1827 in Rom, Maler, Zeichner und Kupferstecher
- Clemens Philippart, * 1751; † 25. August 1825 in Bonn, Maler und Zeichner
- Peter Josef Cramer von Clauspruch, * 17. Dezember 1752; † 11. August 1820 in Unkel, Priester und Offizial im Erzbistum Köln
- Johann Peter Eichhoff, * 1. Oktober 1755; † 24. Februar 1825 in Rheydt, Publizist, Historiker des Rheinlandes und Beamter in französischen Diensten
- Franz Anton Ries, * 10. November 1755; † 1. November 1846 in Bonn, Violinist und Geigenlehrer Ludwig van Beethovens
- Franz Ludwig von Hatzfeldt, * 23. November 1756; † 3. Februar 1827 in Wien, kurmainzischer und preußischer Generalleutnant und Gesandter
- Adam Martin, * 25. November 1760; † 11. Mai 1819 in Düsseldorf, außerordentlicher Professor der Rechte an der Düsseldorfer Rechtsakademie
- Johann Joseph Eichhoff, * 18. Mai 1762; † 2. Dezember 1827 in Kessenich, Beamter in französischen Diensten
- Karl Klemens von Gruben, * 23. November 1764; † 4. Juli 1827 in Hildesheim, römisch-katholischer Weihbischof in Osnabrück und Köln, Bistumsverweser von Hildesheim
- Kaspar Anton von Mastiaux, * 1766; † 28. Dezember 1828 in München, Domherr und Geheimrat
- Bartholomäus Fischenich, * 2. August 1768; 4. Juli 1831 in Berlin, Richter am Bonner Tribunal 1. Instanz
- Max Werner Joseph Anton Wolff-Metternich zur Gracht, * 30. Oktober 1770 in Bonn; † 2. März 1839 in Schloss Gracht, Beamter und Landtagsabgeordneter
- Ludwig van Beethoven, * 16. Dezember 1770; † 26. März 1827 in Wien, Komponist (Sinfonien, Konzerte, Lieder u. a.)
- Salomon Oppenheim junior, * 19. Juni 1772; † 8. November 1828 in Mainz, Bankier
- Johann Christoph Winters, * 23. November 1772; † 5. August 1862 in Köln, Gründer des Hänneschen-Theaters
- Stephan von Breuning, * 17. August 1774; † 4. Juni 1827 in Wien, Librettist
- Franz von Gruben, * 26. September 1774; † 4. Februar 1848 in Koblenz, Landrat im Kreis Ahrweiler von 1816 bis 1820
- Josef Guisez, * 12. April 1784; † 5. Dezember 1848 in Aachen, Verwaltungsbeamter, Polizeidirektor und Landrat in Aachen
- Franz Hubert Müller, * 27. Juli 1784; † 5. April 1835 in Darmstadt, Maler, Kupferstecher, Kunstschriftsteller und Galeriedirektor in Darmstadt
- Ferdinand Ries, * 28. November 1784; † 13. Januar 1838 in Frankfurt am Main, Komponist, Pianist und Orchesterleiter
- Jakob Liessem, 29. April 1785 (Taufe); † 1. Mai 1832 in Bernkastel, Landrat im Kreis Bernkastel
- Johann Josef Scotti, * 7. Mai 1787; † 3. April 1866 in Düsseldorf, Verwaltungsbeamter
- Rachel Zuntz, * 1787; † 21. Januar 1874 in Bonn, Unternehmerin und Mitgründerin der A. Zuntz sel. Wwe. in Bonn
- Jacob Nöggerath, * 10. Oktober 1788; † 13. September 1877 in Bonn, Mineraloge, Geologe und Hochschulrektor
- Peter Joseph Lenné, * 29. September 1789; † 23. Januar 1866 in Potsdam, Gärtner und Landschaftsarchitekt
- Hermann Josef Neefe, * 3. September 1790; † 24. Februar 1854 in Wien, Maler
- Adelheid Spitzeder, * 1793; † 21. November 1873 in München, Schauspielerin und Sängerin
- Heinrich Wolff, * 28. November 1793; † 29. Juni 1875  in Bonn, Mediziner und Sanitätsrat in Bonn
- Caroline Brandt, verheiratete von Weber, * 17. November 1794; † 23. Februar 1852 in Dresden, Schauspielerin, Sängerin und Ehefrau von Carl Maria von Weber
- Franz Ulrich Kyll, * 23. Januar 1795; † 21. August 1868 in Köln, Anwalt, Kölner Lokalpolitiker und preußischer Abgeordneter
- Friedrich Hohenschutz, * 16. Mai 1796; † 23. August 1856 in Köln, Gutsbesitzer, Kreisdeputierter und Landrat
- Friedrich von Gerolt, * 5. März 1797; † 27. Juli 1879 in Linz, Diplomat, dienstältester Botschafter Deutschlands in Washington D. C., USA
- Joseph Burkart, 12. Mai 1798; † 4. November 1874 in Bonn, Bergrat und Forschungsreisender

### 19. Jahrhundert

#### 1801–1850
- Hubert Ries, * 1. April 1802; † 14. September 1886 in Berlin, Geiger und Komponist
- Karl Joseph Simrock, * 28. August 1802; † 18. Juli 1876 in Bonn, Schriftsteller und Germanist
- Johann Baptist Rousseau, * 31. Dezember 1802; † 8. Oktober 1867 in Köln, Dichter und Journalist
- Gertrude Gräfin von Schaumburg, Fürstin von Hanau und zu Hořowitz, * 18. Mai 1803; † 9. Juli 1882 in Prag, Ehefrau des Kurfürsten Friedrich Wilhelm I. von Hessen-Kassel
- Johann August Vullers, * 23. Oktober 1803; † 21. Januar 1880 in Bonn,  Orientalist
- Friedrich Joseph Ark, * 30. Juni 1807; † 23. Februar 1878 in Aachen; Architekt und Baubeamter, von 1839 bis 1877 als Aachener Stadtbaumeister
- Friedrich Rudolf Hasse, * 29. Juni 1808; † 14. Oktober 1862 in Bonn; Theologe
- Nikolaus Becker, * 8. Oktober 1809; † 28. August 1845 in Hünshoven, Dichter des Rheinliedes
- Hermann Heidel, * 20. Februar 1810; † 29. September 1865 in Stuttgart, Bildhauer
- Johanna Kinkel, * 8. Juli 1810; † 15. November 1858 in London, Komponistin und Schriftstellerin
- Moses Hess, * 21. Juni 1812; † 6. April 1875 in Paris, Philosoph und Schriftsteller
- Johann Gottfried Kinkel, * 11. August 1815 in Oberkassel; † 12. November 1882 in Zürich, Theologe, Schriftsteller und Politiker
- Albert Cahn, * 1816; † 1886 in Plittersdorf, deutsch-jüdischer Bankier
- Alexander Kaufmann, * 14. Mai 1817; † 1. Mai 1893 in Wertheim, Schriftsteller und Archivar
- Carl Reiner Hertz (* 16. Juni 1817; † 11. Februar 1897 in Bonn), Psychiater und Anstaltsgründer
- Siegmar zu Dohna-Schlobitten, * 29. Dezember 1818; † 21. Februar 1909 in Charlottenburg, preußischer Generalleutnant
- Edmund von Müller, * 11. Februar 1821 in Röttgen; † 16. Juni 1906 in Engers, preußischer Generalleutnant
- Hermann Bleibtreu, * 4. März 1821 in Pützchen bei Bonn; † 25. April 1881 in Bonn, Chemiker
- Leopold Kaufmann, * 13. März 1821; † 27. Februar 1898 in Bonn, Oberbürgermeister
- Julius von Haast, * 1. Mai 1822; † 16. August 1887 in Christchurch, Neuseeland, Professor für Geologie
- Karl Friedrich Werner Nasse, * 7. Juni 1822; † 20. Januar 1889 in Bonn, Psychiater
- Otto von Scholley, * 8. September 1823; † 8. März 1907 in Wien, österreichischer Feldmarschalleutnant
- Johann Wilhelm Hittorf, * 27. März 1824; † 28. November 1914 in Münster, Physiker und Chemiker
- Dietrich Brandis, * 31. März 1824; † 28. Mai 1907 in Bonn, Botaniker
- Hubert Engels, * 2. August 1824; † 8. September 1891 in Mülheim an der Ruhr, Musikdirektor, Komponist und Geiger
- Balduin Möllhausen, * 27. Januar 1825; † 28. Mai 1905 in Berlin, Reisender und Schriftsteller
- Maurus Wolter, * 4. Juni 1825; † 8. Juli 1890 in Beuron, Benediktiner, Gründer und erster Erzabt der Erzabtei Beuron sowie der Beuroner Kongregation
- Peter Hauptmann, * 25. September 1825; † 28. Mai 1895 in Bonn, Verleger und Politiker
- Placidus Wolter * 24. April 1828; † 13. September 1908 in Beuron, Benediktiner, Mitgründer und zweiter Erzabt der Erzabtei Beuron sowie der Beuroner Kongregation
- Max Müller, * 23. Oktober 1829; † 3. September 1896 in Köln, Leiter des St. Marien-Hospital in Köln
- Erwin Nasse, * 2. Dezember 1829; † 4. Januar 1890, Nationalökonom
- Berthold von Nasse, * 9. Dezember 1831; † 30. November 1906 in Bonn, preußischer Staatsbeamter
- Mathias Frickel, * 9. Mai 1833; † 16. März 1911 in Bonn, Maler
- Carl von Noorden, * 11. September 1833; † 25. Dezember 1883 in Leipzig, Historiker und Hochschullehrer
- Hermann Wallich, * 28. Dezember 1833; † 30. April 1928 in Berlin, Bankier und Bankmanager
- Josefine Karoline von Fürstenberg-Stammheim, * 7. März 1835 in Bonn; † 17. September 1895 in Raderberg, Benediktinerin und Klostergründerin
- Wilhelm Altenburg, * 27. April 1835; † 24. November 1914 in Würzburg, Gymnasiallehrer und Spezialist für Musikinstrumentenbau, Fachautor
- Wilhelm Boller, * 9. Juli 1835; † 15. Mai 1921 in Braunschweig, deutscher Tapetenfabrikant
- August Reifferscheid, * 3. Oktober 1835; † 10. November 1887 in Straßburg, Philologe
- Tony Avenarius, * 17. April 1836; † 31. Januar 1901 in Köln, Grafiker und Komponist
- Armin Sarter, * 3. Februar 1837; † 6. März 1897 in Düsseldorf, Maler
- Wilhelm Maurenbrecher, * 21. Dezember 1838; † 6. November 1892 in Leipzig, Historiker
- Antonius Maria Bodewig, * 2. November 1839; † 8. Januar 1915 in Rom, Jesuit, Missionar und Ordensgründer
- Hermann Friedrich Perthes,  * 5. Februar 1840 in Bonn; † 13. Juni 1883 ebenda, klassischer Philologe und Gymnasiallehrer.
- Moriz Ritter, * 16. Januar 1840; † 28. Dezember 1923 in Bonn, Historiker
- Eduard Müller, * 9. Juni 1841; † 16. August 1926 in Koblenz, Rechtsanwalt und Politiker (Zentrum)
- Paul Adolf Seehaus, * 7. September 1891; † 13. März 1919 in Hamburg, expressionistischer Maler
- Eugen Sell, * 5. April 1842; † 13. Oktober 1896 in Berlin, Nahrungsmittelchemiker
- Carl Leonhard Becker, * 5. Mai 1843; † 6. Januar 1917, Maler und Kupferstecher
- Gottfried Kinkel, * 11. Juli 1844 in Poppelsdorf; † 22. Mai 1891 ebenda, Klassischer Philologe
- Carl Heinrich Gerhardt, * 7. Dezember 1846; † 1907 in Bonn, Unternehmer
- Nathan Zuntz, * 7. Oktober 1847; † 23. März 1920 in Berlin, Mediziner
- Emil Ungar, * 3. September 1849; † 13. April 1934 in Bonn, Rechtsmediziner
- Hermann Ebbinghaus, * 24. Januar 1850 in Barmen (heute Stadtteil von Wuppertal); † 26. Februar 1909 in Halle (Saale), Psychologe

#### 1851–1900
- Ferdinand August Schmidt, * 25. Juli 1852; † 14. Februar 1929 in Bonn, Mediziner
- Heinrich Ruland, * 20. September 1852; † 4. März 1930 in Tecklenburg, Jurist und Politiker, Mitglied des Landtags von Elsaß-Lothringen
- Max Wilhelm Carl Weber, * 5. Dezember 1852; † 7. Februar 1937 in Eerbeek/NL, deutsch-niederländischer Zoologe, Hochschullehrer
- Hermann Schmitt, * 1854; † nach 1938, Architekt und Bauunternehmer
- Anselma Heine, * 18. Juni 1855; † 9. November 1930 in Berlin, Schriftstellerin
- Felix Hauptmann, * 8. Februar 1856; † 24. Oktober 1934, Jurist, Politiker und Heraldiker
- Paul Kaufmann, * 28. Juni 1856; † 20. Januar 1945, Verwaltungsjurist, Präsident des Reichsversicherungsamtes
- Max Cronenberg, * 26. Oktober 1857; † 24. Dezember 1924 in Rolandswerth, Architekt
- Paul Wolters, * 1. September 1858; † 21. Oktober 1936 in München, Professor für Klassische Archäologie
- Carl von Noorden, * 13. September 1858; † 26. Oktober 1944 in Wien,  Internist und Diabetologe
- Oskar Schultze,* 10. August 1859; † 30. Juni 1920 in Würzburg, Anatom und Hochschullehrer
- Johannes Freiherr von Diergardt, * 13. September 1859; † 1934 in Warnemünde, rheinischer Adeliger und Sammler frühmittelalterlicher Kunst
- Aennchen Schumacher, * 22. Januar 1860; † 26. Februar 1935 in Bonn, Wirtin
- Eduard Gildemeister, * 6. April 1860; † 8. Mai 1938 in Bremen, Chemiker
- Werner von Noorden, * 20. Mai 1860; † 6. Mai 1945 auf der Insel Rügen, Mediziner, Badearzt in Bad Homburg vor der Höhe
- Hans Lanser-Ludolff, * 19. Juni 1860; † 19. Januar 1934 in München, Schauspieler, Theaterregisseur und Schriftsteller
- Adolf Schützler; * 3. August 1860; † 13. Januar 1932 in Aachen, Konteradmiral (Ing.)
- Dietrich Nasse, * 5. November 1860; † 1. September 1898 bei Pontresina, Chirurg
- Wilhelm Busch, * 18. Februar 1861; † 23. September 1929 in Marburg, Historiker, Rektor der Universität Marburg
- Johann Schwister, 11. Oktober 1862; † 5. Mai 1921 in Bonn, Architekt und Bauunternehmer
- Heinrich Roettgen, * 10. Januar 1863; † 6. März 1932, Architekt
- Friedrich Schaarschmidt, * 4. Februar 1863; † 12. Juni 1902 in Böblingen, Landschafts- und Figurenmaler, Konservator und Kunstschriftsteller
- Ida Schoeller, * 3. März 1863 in Bonn; † 30. Oktober 1917 in Düren, Büchersammlerin
- Heino Adolf Achenbach, * 14. August 1863; † 11. November 1933 in Bonn, preußischer Beamter und Landrat
- Alfred Philippson, * 1. Januar 1864; † 28. März 1953 in Bonn, Geograf
- Johanna Elberskirchen, * 11. April 1864; † 17. Mai 1943 in Rüdersdorf bei Berlin, feministische Schriftstellerin und Aktivistin
- Karl Vogelsang, * 2. August 1866; † 16. März 1920 in Eisleben, Geologe und Oberberg- und Hüttendirektor
- Hans Eschelbach, * 16. Februar 1868; † 14. März 1948 in Innsbruck, Schriftsteller
- Theodor Esser, * 30. Juli 1868; † 1937 in Karlsruhe, Maler
- Arthur Binz, * 12. November 1868; † 25. Januar 1943 in Berlin, Chemiker
- Fritz Bluhme, * 18. Februar 1869; † 27. April 1932 in Frankfurt a. M., Jurist, Generalstaatsanwalt
- Sophia Becker-Leber * 20. März 1869; † 11. April 1952 in Bergdorf, Malerin
- Wilhelm Ruland, * 15. Oktober 1869; † 29. Juli 1927 in München, Schriftsteller
- Friedrich Saemisch, * 23. Dezember 1869; † 23. Oktober 1945 in Freiburg, Beamter und Politiker
- Walter Küppers, * 5. Mai 1872; † 1951 in Bonn, alt-katholischer, später evangelischer Geistlicher
- Wilhelm Weinreis, * 1872 in Friesdorf; † 13. August 1906 in Bonn, Architekt
- Fritz Rebensburg, * 22. März 1873 in Godesberg; † nach 1930, Marineoffizier
- Gottfried Kentenich, * 17. Mai 1873; † 9. Oktober 1939 in Bonn, Historiker und Bibliothekar
- Henriette Schmidt-Bonn, * 5. Dezember 1873; † 27. April 1946 in Willingshausen, Künstlerin
- Max Koernicke, * 27. Januar 1874; † 4. März 1955 in Bad Honnef, Agrikulturchemiker
- Carl Ferdinand van Vleuten, * 20. Oktober 1874; † 1945, Arzt und Schriftsteller
- Josef Esch, * 1784; † 1. Januar 1854 in Brünn, Architekt
- Waldemar von Wasielewski, * 10. Dezember 1875; † 28. Februar 1959 in Sondershausen, Schriftsteller
- Wilhelm Schmidtbonn, * 6. Februar 1876 (als Wilhelm Schmidt); † 3. Juli 1952 in Bad Godesberg, Schriftsteller
- Carl Nonn, * 29. April 1876; † 25. Juni 1949 in Bonn, Maler
- Johannes Henry, * 18. Juni 1876; † 2. September 1958 in Bonn, Jurist und Politiker (Zentrumspartei)
- Gottfried von Dryander, * 30. November 1876; † 18. September 1951 in Urbino, Italien, Mitglied des Reichstages
- Robert Bürgers, * 18. Juni 1877 in Plittersdorf; † 30. Oktober 1944 in Köln-Lindenthal, Bankier und Politiker (Zentrum), Reichstagsabgeordneter
- Max Alsberg, * 16. Oktober 1877; † 10. September 1933, Jurist
- Wilhelm Traugott von Wasielewski, * 9. Februar 1878; † 16. November 1956 in München, Maler und Zeichner
- Wilhelm Vershofen, * 25. Dezember 1878; † 30. April 1960 in Tiefenbach (Oberstdorf), Wirtschaftswissenschaftler
- Edgar Meyer, * 5. März 1879; † 29. Februar 1960 in Zürich, Physiker
- Rudolph Firle, * 14. September 1881; † 2. Juli 1969 in Bremen, Marineoffizier, Publizist und Direktor des Norddeutschen Lloyds
- Otto Wolff, * 8. April 1881; † 22. Januar 1940 in Berlin, Unternehmer
- Franz Virnich, * 28. März 1882; † 5. April 1943 im Zuchthaus Brandenburg-Görden, Jurist, NS-Opfer
- Heinrich Bachem, * 7. September 1882; † 1934 in Berlin-Nikolassee, Jurist, Verwaltungsbeamter und Mitglied der Reichsrats
- Rudolf Haarmann, * 8. Juni 1883; † 23. April 1962 in Hann. Münden, Bürgermeister von Hann. Münden
- Wilhelm Schmidt, * 21. Februar 1884; † 14. Februar 1974 in Langen, Zoologe
- Paul Trendelenburg, * 24. März 1884; † 4. Februar 1931 in Berlin, Pharmakologe
- Walter O. Stahl, * 3. Juni 1884 als Walter Oscar Erich Simon; † 6. August 1943 in Hollywood/USA, Schauspieler, Theaterregisseur und -intendant
- August Freiherr von Schorlemer-Lieser, * 29. Januar 1885, † 31. August 1940 in Lieser, Weingutbesitzer und Weinbauverbandspolitiker
- Alexander Heinrich Alef, * 2. Februar 1885; † 16. Februar 1945 im KZ Dachau, katholischer Priester
- Clemens Julius Mangner, * 24. September 1885; † 19. Dezember 1961 in Wuppertal, Architekt
- Kurt Wolff, * 3. März 1887; † 21. Oktober 1963, Verleger
- Josef Dietze, * 24. November 1887; † 25. September 1949 in Berlin, Kameramann
- Emma Lübbecke-Job, * 1888; † 1982, Pianistin
- Otto Küppers, * 13. Mai 1888; † 7. Oktober 1986 in Bonn, Landschaftsmaler
- Wilhelm Heintz, * 29. August 1888; † 8. November 1966 in Sottrum (Hildesheim), Garten- und Landschaftsplaner
- Walter Müller, * 25. April 1889 in Poppelsdorf; † unbekannt, Landgerichtspräsident
- Gustav Adolf Benrath, * 24. Juli 1889; † 28. Mai 1960 in Heidelberg, evangelischer Theologe
- Hermann Bleibtreu, * 27. September 1889; † 15. Juli 1977 in Richmond, Virginia, Hochschullehrer für Maschinenbau
- Hans Klais, * 3. August 1890; † 9. Oktober 1965 in Bonn, Orgelbauer
- Willy Engel-Berger, * 26. August 1890; † 28. August 1946 in Wien, Komponist, Kapellmeister und Filmmusiker
- Mathilde Hertz, * 14. Januar 1891; † 20. November 1975 in Cambridge/England, Biologin, Hochschullehrerin
- Friedrich Sell, * 6. Januar 1892; † 12. August 1956, Pädagoge
- Heinrich Zerkaulen, * 2. März 1892; † 13. Februar 1954 in Hofgeismar, Schriftsteller
- Carl Gustav Krause, * 1. September 1892; † 1987 in Ratingen-Hörsel, Maler
- Heinrich Bechtel, * 2. September 1892; † 10. September 1962 in Diez, Politiker
- Matthias Rudolf Vollmar, * 10. Januar 1893; † 17. Januar 1969 in Köln, Beigeordneter und Rechtsanwalt
- Richard Schwarzkopf, * 31. Januar 1893; † 31. Mai 1963 in Düsseldorf, Graphiker, Illustrator und Holzschneider
- Philippine Schick, * 9. Februar 1893; † 13. Januar 1970 in München, Komponistin und Hochschuldozentin
- Hans Riegel (senior), * 3. April 1893 in Friesdorf (heute Stadtteil von Bonn); † 31. März 1945, Unternehmer
- Otto Koser, * 28. April 1893; † 7. August 1941 in Kolberg, Historiker und Archivar
- Erna Walter, * 11. August 1893; † 2. Januar 1992, Botanikerin
- Leo Breuer, * 21. September 1893; † 14. März 1975, Maler, Zeichner und Bildhauer
- Herbert Krupp, * 27. März 1894; † 16. März 1967 in Breitbrunn am Chiemsee, Landrat
- Eduard Krebsbach, * 8. August 1894; † 28. Mai 1947 in Landsberg am Lech, Arzt im Konzentrationslager Mauthausen
- Charles Amberg, * 8. Dezember 1894 in Kessenich (heute Stadtteil von Bonn); † 15. August 1946 in Berlin, Librettist, Schlagertexter und Komponist
- Paul Kemp, * 20. Mai 1896 in Bad Godesberg (heute Stadtteil von Bonn); † 13. August 1953 in Bonn, Schauspieler
- Hans Schmitz, * 10. Dezember 1896 in Godesberg; † 8. Januar 1986 in Zürich, Politiker (MdB)
- Michael Rott, * 14. März 1898; † 19. April 1947  in Bonn, Gewerkschaftsfunktionär und Politiker (CDU)
- Fritz Herrfurth, * 1899; † 28. August 1944 in Sarajevo, Maler, Bildhauer und Architekt
- Käthe Augenstein, * 20. Dezember 1899 in Kessenich; † 29. Dezember 1981 in Bonn, Fotografin
- Frithjof Fischer, * 23. Juli 1899; † 21. Mai 1977 in Orth an der Donau, Schriftsteller
- Esther Eugenie Klee-Rawidowicz, * 14. März 1900; † 19. November 1980 in Waltham/USA, Biologin
- Ernst Eichler, * 21. März 1900; † 5. November 1986 in Leipzig, Erziehungswissenschaftler und Hochschullehrer

### 20. Jahrhundert

#### 1901–1925
- José Bohr, * 3. September 1901; † 29. Mai 1994 in Oslo, Sänger, Komponist, Schauspieler und Regisseur
- Hermann Josef Abs, * 15. Oktober 1901; † 5. Februar 1994 in Bad Soden am Taunus, Vorstandsmitglied der Deutschen Bank
- Peter Kraemer, * 28. Oktober 1901; † 6. September 1990 in Bonn-Beuel, Politiker und Oberbürgermeister der Stadt Bonn
- Therese Körner, geborene Dierichsweiler, * 21. November 1901 in Lengsdorf; † 16. April 1994 in Bonn, Pädagogin und Kommunalpolitikerin (CDU)
- Paul Ludwig Landsberg, * 3. Dezember 1901; † 2. April 1944 im KZ Sachsenhausen, Philosoph
- Walter Kolb, * 22. Januar 1902; † 20. September 1956 in Frankfurt am Main, Politiker der SPD, Oberbürgermeister in Frankfurt a. M.
- Heinrich Lützeler, * 27. Januar 1902; † 13. Juni 1988 in Bonn, Philosoph, Kunsthistoriker, Literaturwissenschaftler
- Hilde Fürstenberg, * 1. Februar 1902; † 30. Januar 2005 in Mölln, Schriftstellerin und Verlegerin
- Friedrich von Bodelschwingh, * 23. Mai 1902; † 5. Juni 1977 in Bielefeld, Theologe
- Arnold Köttgen, * 22. September 1902; † 10. Februar 1967 in Göttingen, Rechtswissenschaftler
- Hellmut Wollenweber, * 26. März 1903; † 1976, Wirtschaftswissenschaftler
- Frederick Stephani, * 13. Juni 1903; † 31. Oktober 1962 in Los Angeles, deutsch-US-amerikanischer Schriftsteller, Drehbuchautor, Filmregisseur und Filmproduzent
- Emma Hübner, * 1. Februar 1904; † 1. Mai 1985 in Wollbrandshausen, Malerin und Illustratorin
- Hans Dahs, * 4. Februar 1904; † 1. Mai 1972 in Bonn, Rechtsanwalt
- Franz Seinsche, * 10. April 1904; † 12. Dezember 1987 in Essen-Heisingen, katholischer Priester und Jugendbuchautor
- Lothar Lenz, * 9. Mai 1904; † 25. März 1983 in Hannover, Jurist und Politiker (CDU), Mitglied des Niedersächsischen Landtages
- Lorenz Hoffstätter, * 29. Mai 1904; † 21. Dezember 1987 in Troisdorf, Politiker (NSDAP)
- Odo Tattenpach, * 1905 in Lannesdorf; † 28. Dezember 1953 in Braunschweig, Maler und Bildhauer
- Liesel Bach, * 14. Juni 1905; † 21. Januar 1992 in Bandol (Frankreich), Kunstfliegerin
- Heinrich Eichen, * 15. August 1905; † 30. Mai 1986 in Odendorf bei Bonn, Schriftsteller
- Peter Janssen, * 29. März 1906; † 18. März 1979 in Berlin, Maler
- André Osterritter, * 26. April 1906; † 8. August 1957 in Bad Godesberg, Maler, Grafiker und Karikaturist
- Heinrich Neu, * 11. Mai 1906 in Schwarzrheindorf; † 20. Juli 1976 in Bonn, Kunsthistoriker und Hochschullehrer
- Marianne Jovy-Nakatenus, * 5. Juni 1906; † 17. Oktober 1978 in Meerbusch, Bildhauerin
- Helmar Becker-Berke, * 4. August 1906; † 6. Januar 1980 in Stuttgart, Maler, Zeichner, Grafiker und Illustrator
- Nikolaus Wasser, * 22. September 1906 in Kessenich; † 28. Juli 1973 in Berlin, Widerstandskämpfer gegen den Nationalsozialismus und Überlebender des KZ Sachsenhausen
- Josef Frechen, * 17. November 1906; † 22. März 1989, Geologe, Petrograph, Mineraloge und Hochschullehrer
- Stephan Kuttner, * 24. März 1907; † 12. August 1996 in Berkeley, deutsch-amerikanischer Kirchenrechtler
- Adolf Heuser, * 3. Oktober 1907 in Buschdorf; † 19. November 1988 in Bonn, Boxer, Europameister und IBU-Weltmeister im Mittelgewicht
- Heinz London, * 7. November 1907; † 3. August 1970 in Oxford, deutsch-britischer Physiker und Hochschullehrer
- Alfred Gütgemann, * 14. Dezember 1907 in Mehlem; † 17. Januar 1985 in Bonn, Direktor der Chirurgischen Univ.-Klinik (1954–1977)
- Erich F. Bender, * 1909; † 5. September 1983, Regisseur und Drehbuchautor
- Helmut Horten, * 8. Januar 1909; † 30. November 1987 in Madonna del Piano/Schweiz, Unternehmer
- Modest Graf von Korff, * 21. Januar 1909 in Godesberg; † 8. Mai 1997 in Bad Honnef, deutscher Verwaltungsjurist
- Anita Gräfin Zichy-Thyssen, * 13. Mai 1909; † 20. August 1990 in München, Großaktionärin der Thyssen AG und Stifterin
- Hermann Strasburger, * 21. Juni 1909; † 4. April 1985 in Freiburg im Breisgau, Althistoriker
- Werner Georg Haverbeck, * 28. Oktober 1909; † 18. Oktober 1999 in Vlotho, Holocaustleugner
- Werner Knieper, * 24. Dezember 1909 in Beuel; † 17. Juli 1977 in Köln, Staatssekretär und Präsident des Bundesverbandes der deutschen Luft- und Raumfahrtindustrie
- Johannes Linzbach, * 26. Dezember 1909; † 24. März 1984 in Göttingen, Kardiologe und Pathologe
- Hermann Josef Dahmen, * 19. Februar 1910; † 14. November 1991 in Esslingen am Neckar, Chorleiter, Komponist, Dirigent und Musikhistoriker
- Theodor Schieffer, * 11. Juni 1910 in Godesberg; † 9. April 1992 in Bonn, Historiker und Mediävist
- Marion Keller, * 6. August 1910; † 28. Januar 1998 in Baden-Baden, Physikerin und Journalistin
- Heinrich Vogt, * 19. November 1910; † 9. Mai 1990 in Bonn, Rechtshistoriker, ordentlicher Professor für Römisches und Deutsches Bürgerliches Recht
- Irene Sänger-Bredt geb. Bredt, * 24. April 1911; † 20. Oktober 1983 in Stuttgart, Mathematikerin und Physikerin
- Ernst Friedrich Schumacher, * 16. August 1911; † 4. September 1977 im Zug zwischen Genf und Lausanne, Ökonom
- Karl Heinz Esser, * 8. Juni 1912; † 3. September 1999, Kunsthistoriker, Direktor der Mainzer Museen
- Hugo Wellems, * 4. August 1912; † 23. März 1995 in Köln, Publizist
- Randolph von Breidbach-Bürresheim, * 10. August 1912; † 13. Juni 1945 im KZ Sachsenhausen, Jurist, der zum Kreis des deutschen Widerstandes vom 20. Juli 1944 gehörte
- Eugen Ewig, * 18. Mai 1913; † 1. März 2006 in Bonn, Historiker
- Helma Cardauns, * 8. Juli 1913; † 21. März 2004 in Bonn, Schriftstellerin
- Klaus Barbie, * 25. Oktober 1913 in Godesberg; † 25. September 1991 in Lyon, SS-Kriegsverbrecher („Schlächter von Lyon“)
- Walter Horten, * 13. November 1913; † 10. Dezember 1998 in Baden-Baden, Flugzeugpionier
- Henry Albert Fischel, * 20. November 1913; † 18. März 2008 in Bloomington, Judaist
- Leo Koep, * 10. Oktober 1914; † 20. Juli 1964 in Freiburg im Breisgau, römisch-katholischer Priester, Kirchenhistoriker, Liturgiewissenschaftler und Hochschullehrer
- Leni Lohmar, verheiratete Henze, * 19. Oktober 1914; † 31. Dezember 2006 in Witten, Schwimmerin, Silbermedaillen-Gewinnerin bei Olympia
- Karl-Theodor Molinari, * 7. Februar 1915; † 11. Dezember 1993 in Dortmund, General und Gründungsvorsitzender des deutschen Bundeswehrverbandes
- Rudolf Petri, * 27. Mai 1915; † 5. November 1980 in Nouméa (Neukaledonien), buddhistischer Mönch und Schriftsteller
- Reimar Horten, * 2. März 1915; † 14. März 1993 in Argentinien, Flugzeugpionier
- Ernst Linderoth, * 1. Februar 1916; † 3. Februar 2016, Bonner Heimatforscher und Fotograf
- Karlrobert Kreiten, * 26. Juni 1916 in Bad Godesberg; † 7. September 1943 in Berlin-Plötzensee, Pianist
- Johannes Heinrich Groß, * 13. September 1916; † 30. April 2008 in Regensburg, katholischer Theologe und Hochschullehrer
- Jupp Wolter, * 7. Januar 1917; † 21. Juli 1993 in Lohmar, Karikaturist und Illustrator
- Hermann Stetter, * 16. Mai 1917; † 9. Mai 1993, Chemiker und Hochschullehrer
- Walther Killy, * 26. August 1917; † 28. Dezember 1995 in Kampen (Sylt), Literaturwissenschaftler
- Walter Nußbaum, * 20. Dezember 1920; † 18. August 2002 in Meisenheim, Fußballspieler und -trainer
- Wolfgang Haupt, * 24. Januar 1921; † 16. Oktober 2005, Biologe
- Friedrich Kasch, * 26. Mai 1921; † 11. März 2017, Mathematiker
- Ewald Ernst, * 12. Juni 1921; † 24. Juni 2001 Bonn, Politiker (CDU), politischer Häftling, durch den sowjetischen Geheimdienst (NKWD) verhaftet
- Hannjo Hasse, * 31. August 1921; † 5. Februar 1983 in Falkensee, Schauspieler
- Paul Schäfer, * 4. Dezember 1921; † 24. April 2010 in Santiago de Chile, war der Gründer der ehemaligen Colonia Dignidad in Chile
- Hans Steger, * 9. Februar 1922 in Vilich-Rheindorf; † 23. Dezember 1998 in Bonn, Kommunalpolitiker
- Hans Ehrenberg, * 13. September 1922; † 19. November 2004 in Mainz, Kernphysiker
- Katharina Focke, * 8. Oktober 1922; † 10. Juli 2016 in Köln, Bundesministerin für Jugend, Familie und Gesundheit (1972–1976)
- Rudolf Nitsche, * 28. Oktober 1922 in Lannesdorf; † 1. April 1996 in Buchenbach, Physikochemiker, Kristallograph und Hochschullehrer
- Helmut Lahrkamp, * 7. Dezember 1922; † 22. Dezember 2007 in Münster, Historiker und Archivar
- Hans Riegel (junior), * 1. Januar 1923; † 15. Oktober 2013 in Bonn, Unternehmer
- Hans Günter Hardt, * 4. Februar 1923; † 25. Mai 2017 in Hennef, Politiker und Mitglied des Landtags von Nordrhein-Westfalen
- Bernhard N. Cohn, * 17. September 1923; † 7. April 1992 in Bonn, deutsch-amerikanischer Rabbiner und Autor
- Ernst von Beauvais, * 27. November 1923; † 18. September 2001 in Keitum auf Sylt, Jurist, Volkswirt und Ministerialdirektor
- Walter Gotell, * 15. März 1924; † 5. Mai 1997 in London, Schauspieler
- Eberhard Lämmert, * 20. September 1924; † 3. Mai 2015 in Berlin, Germanist
- Hans Wondratschek, * 7. März 1925; † 26. Oktober 2014 in Karlsruhe, Physiker, Kristallograph, Mineraloge und Professor an der TH Karlsruhe
- Hermann Joseph Zeit, * 11. März 1925; † 7. August 1988 in Freiburg i. Br., Sozialarbeiter
- Josef Heinrich Darchinger, * 6. August 1925; † 28. Juli 2013 in Bonn, Fotojournalist

#### 1926–1950
- Richard Hey, * 15. Mai 1926; † 4. September 2004 in Berlin, Schriftsteller und Hörspielautor
- Paul Riegel, * 28. September 1926; † 2. August 2009 in Bonn, Unternehmer, Bruder von Hans Riegel jun.
- Juan Linz, * 24. Dezember 1926; † 1. Oktober 2013 in New Haven/Connecticut, deutsch-spanischer Politikwissenschaftler, Hochschullehrer
- Käthe Rosalie Gollmann, * 9. Juni 1927, Gründerin und Ehrenvorsitzende der Andheri Hilfe und Mitgründerin der Rosi-Gollmann-Andheri-Stiftung und deren Vorsitzende
- Hans Josef Jungheim, * 13. Juni 1927; † 29. Dezember 2012, Pädagoge und Schriftsteller
- Hans Schafgans, * 18. August 1927; † 31. Juli 2015, Fotograf und Schriftsteller
- Hildegard Brenner, * 9. September 1927, Literaturwissenschaftlerin
- Rüdiger Schott, * 10. Dezember 1927; † 7. Dezember 2012 in Bonn, Ethnologe und Hochschullehrer
- Hans-Werner Börs, * 8. März 1928; † 22. Februar 1996, Kommunalpolitiker (CDU)
- Diether de la Motte, * 30. März 1928; † 15. Mai 2010 in Berlin, Musiker, Komponist, Musiktheoretiker und Hochschullehrer
- Frieder Berres, * 23. Juli 1928; † 19. April 2016 in Königswinter, Heimatforscher in Königswinter
- Hermann W. von der Dunk, * 9. Oktober 1928; † 22. August 2018 in Bilthoven, niederländischer Historiker, Kulturwissenschaftler und Hochschullehrer
- Georg von Hatzfeld, * 19. April 1929 in Bad Godesberg; † 2. August 2000 in München, Politiker und Verleger
- Heinrich Matthaei, * 4. Mai 1929; † 7. Juli 2025 in Göttingen, Biochemiker
- Albrecht Haupt, * 7. Dezember 1929, Kirchenmusiker
- Bertram Blank, * 9. April 1930; † 23. Mai 1978 in Bergisch Gladbach, Politiker
- Wido Hempel, * 30. April 1930; † 7. November 2006 in Berlin, Romanist
- Wolfgang Richard Roth, * 17. Mai 1930; † 29. Oktober 1997 in Bochum, Chemiker und Hochschullehrer
- Klaus Wildenhahn, * 19. Juni 1930; † 9. August 2018 in Hamburg, Dokumentarfilmer
- Hans Schmidt, * 1. September 1930; † 2. Februar 2019 in Koblenz-Ehrenbreitstein, Musikwissenschaftler
- Hans Gerd Klais, * 2. Dezember 1930, Orgelbauer
- Helmut Moos, * 20. Februar 1931; † 11. Oktober 2017, Bildhauer
- Hartmut Haupt, * 20. Februar 1932; † 20. Mai 2019, Organist, Orgelsachverständiger und Sachbuch-Autor
- Heinz Lüneburg, * 30. März 1935; † 19. Januar 2009 in Kaiserslautern, Mathematiker Hochschullehrer
- Karl Heinz Wahren, * 28. April 1933; † 14. Dezember 2021 in Berlin, Komponist und Pianist
- Paul W. Limbach, * 14. September 1933; † Frühjahr 2012, Journalist und Redakteur
- Günter Tondorf, * 8. Juli 1934; † 13. Juni 2023 in Mannheim, Rechtsanwalt
- Hans Peter Lenz, * 9. Juli 1934; † 31. Dezember 2022, Maschinenbauingenieur und Hochschullehrer
- Walter Eschweiler, * 20. September 1935, Fußballschiedsrichter
- Hans Dahs jun., * 1. November 1935; † 7. Juli 2018, Rechtsanwalt
- Alexandra Cordes, * 16. November 1935; † 27. Oktober 1986 in Châteauneuf-du-Pape, Schriftstellerin
- Willi Krauß, * 27. Dezember 1935 (im Ortsteil Meßdorf), † 4. Juni 2013 in Rheindorf, Konteradmiral
- Hartmut Schiedermair, * 16. Januar 1936; † 23. August 2020 in Bonn, Juraprofessor
- Stefan Frechen, * 26. Januar 1936; † 21. März 2019, Politiker (SPD) und Landtagsabgeordneter
- Hansjürgen Verweyen, * 15. Februar 1936; † 16. Januar 2023 in Freiburg im Breisgau, Fundamentaltheologe und Philosoph
- Hans Flohr, * 22. Februar 1936, Neurobiologe
- Winfried Aymans, * 2. Juli 1936; † 6. August 2023 in München, römisch-katholischer Priester und Kirchenrechtler
- Ernst Wolfgang Orth, * 9. August 1936; † 1. März 2024, Philosoph und Hochschullehrer
- Rudolf Pesch, * 2. September 1936; † 13. Januar 2011 bei Rom, Historiker und Theologe
- Joachim Bißmeier, * 22. November 1936, Schauspieler
- Margret Honroth, * 2. August 1937; † 7. August 2020 in Bonn, Archäologin
- Hans Thomas, * 14. August 1937 in Beuel; † 3. Dezember 2019 in Itzehoe, Jazzmusiker, Musikredakteur
- Rolf-Ernst Breuer, * 3. November 1937; † 22. Mai 2024, Bankmanager
- Jürgen Hartmann, * 13. Juli 1938, Verwaltungsjurist und Politiker, Staatssekretär in Thüringen
- Carl Jakob Bachem, * 20. August 1938, Denkmalpfleger und Beueler Heimathistoriker
- Toni Schumacher, * 1. Dezember 1938, Fußballtorwart
- Gerhard R. Koch, * 1939, Musikkritiker und Kulturjournalist
- Dieter Flimm, * 9. April 1939; † 23. Juli 2002 in Köln, Architekt, Designer, Bühnenbildner, Musiker, Hochschullehrer
- Josef Wißkirchen, * 13. April 1939, Sachbuchautor und Heimatforscher
- Herbert Imig, * 26. April 1939, Chirurg
- Hanspeter Heinz, * 18. November 1939, römisch-katholischer Pastoraltheologe und Hochschullehrer
- Wilfried Gerhard, * 1940, evangelischer Theologe und Sozialwissenschaftler
- Peter Nettekoven, * 21. Januar 1940, Ringer
- Joachim Deeters, * 24. März 1940, Historiker und Archivar
- Heribert Dietz, * 18. April 1940; † 25. April 2019 in Krefeld, Rechtsanwalt und hessischer Politiker (CDU)
- Rolf Gartz, * 23. Dezember 1940, † 22. März 2025, Zellbiologe und Biochemiker
- Rüdiger Vossen, * 1941, Ethnologe
- Monika Lamers, * 1. Januar 1941, Schriftstellerin
- Roswitha Esser, * 18. Januar 1941 in Bad Godesberg, Kanutin
- Alfred Luhmer, * 5. Juni 1941, Professor an der Universität Magdeburg am Lehrstuhl für Betriebswirtschaftslehre
- Evert Everts, * 17. August 1941, Autor
- Jo Bolling, * 19. Oktober 1941, Schauspieler
- Wolfgang Lenz, * 29. Januar 1942; † 26. Juli 2019 in Ebernhausen (Schäftlarn), Opernsänger der Stimmlagen Bass und Heldenbariton
- Karl-Josef Neukirchen, * 17. März 1942; † 26. Dezember 2020, Manager
- Ulrich Majer, * 29. September 1942, deutscher Philosoph und Hochschullehrer
- Dela von Boeselager, * 17. Dezember 1942, Archäologin, Kunstwissenschaftlerin, Autorin
- Ulli Weiss, * 1943; † 5. Juli 2014 in Wuppertal, Fotografin
- Herbert Löllgen, * 5. Januar 1943, Kardiologe und Sportmediziner
- Dietrich Stauffer, 6. Februar 1943; † 6. August 2019, Professor für Theoretische Physik an der Universität Köln
- Doris Distelmaier-Haas, * 18. Februar 1943, Schriftstellerin und Künstlerin
- Hubertus Günther, * 12. Mai 1943, Kunsthistoriker und Hochschullehrer
- Heide Simonis, * 4. Juli 1943; † 12. Juli 2023, Ministerpräsidentin von Schleswig-Holstein, ab 2005 ehrenamtliche Vorsitzende von UNICEF-Deutschland
- Ulrich Lins, * 4. August 1943, Historiker
- Paul Alger, * 13. August 1943, Fußballspieler
- Erich Lamberz, * 15. August 1943, Altphilologe
- Wendelin Knoch, * 20. August 1943, römisch-katholischer Priester, Theologe, Professor für Dogmatik und Dogmengeschichte
- Rainer Schmitt, * 1944, Musikpädagoge und Musikwissenschaftler
- Josef Simon, * 19. Februar 1944, Steinmetz und Restaurator
- Franz-Josef Kemper, * 7. April 1944; † 2. Januar 2013 in Berlin, Sozialgeograph
- Volker Marek, * 20. Mai 1944, Schauspieler
- Amélie Mummendey, * 19. Juni 1944; † 17. Dezember 2018, Sozialpsychologin
- Eberhard Bohne, * 17. Juli 1944, Rechtswissenschaftler, Hochschullehrer
- Hans-Jörg Böckeler, * 5. September 1944; † 18. März 2018 in Krefeld, Komponist
- Klaus Achenbach, * 22. September 1945, Diplomat
- Gisela Wülffing, * 1946, Publizistin
- Wolfgang Schmickler, * 11. September 1946, Physikprofessor
- Manfred Cremer, * 28. Oktober 1946, Fußballspieler
- Jochen Dieckmann, * 8. September 1947 in Bad Godesberg, SPD-Landesvorsitzender in NRW und Finanzminister a. D.
- Ruth Hieronymi, * 8. November 1947 in Beuel; † 30. April 2025 in Bonn, Politikerin
- Agatha Kill, * 19. April 1948, Bildhauerin, Medailleurin und Schmuckgestalterin
- Rainer Stephan, * 16. Mai 1948, Autor, Journalist und Regisseur
- Gudrun Leyendecker, * 19. Mai 1948, Autorin
- Werner Müller-Esterl, * 13. Juli 1948, Biochemiker, Universitätspräsident und Autor
- Walter Convents, * 8. November 1948, Säbelfechter
- Michael Fuss, * 1949, katholischer Theologe
- Klaus Simon, * 1949 in Bad Godesberg, Bildhauer
- Johannes Frizen, * 28. März 1949, Landwirt und Verbandspräsident
- Thomas Christaller, * 6. Mai 1949, Informatiker
- Manfred Faßler, * 28. Mai 1949; † 17. April 2021, Medienwissenschaftler
- Rolf Persch, * 7. Juni 1949; † 5. März 2015 in Ahrdorf, Schriftsteller und Rezitator
- Johannes Mötsch, * 8. Juli 1949, Archivar und Historiker in Meiningen
- Hans-Heinrich Grosse-Brockhoff, * 2. Oktober 1949, Kulturpolitiker
- Klaus Ludwig, * 5. Oktober 1949, Autorennfahrer
- Jo Schultheis, * 10. Oktober 1949; † 12. März 2012 in Köln, Installationskünstler und Grafiker
- Jürgen Schmitt, * 5. November 1949, Maler, Fotograf und Musiker
- Curt Delander, * 1950, Travestiekünstler
- Hans Delfosse, * 31. März 1950, Maler und Grafiker
- Ulrich W. Sahm, * 21. April 1950, Journalist
- Christiane Erdmann, * 1. Dezember 1950, Bildhauerin und Fotografin

#### 1951–1975
- Jan Künster, * 1951; † 26. Mai 2025 in Bonn, Maler und Autor
- Hans-Günther Roßbach, * 1951, Erziehungswissenschaftler und Bildungsforscher
- Johannes Geffert, * 23. Februar 1951, Organist und Kirchenmusiker
- Günter Ollenschläger, * 3. März 1951 in Beuel, Mediziner und Wissenschaftspublizist
- Bert Wollersheim, * 24. März 1951, Bordellbetreiber
- Ivo Ringe, * 5. Juli 1951, Künstler und Maler
- Karl-Heinz Zwiebler, * 26. Juli 1951, Badmintonspieler
- Reiner Tosstorff, * 29. September 1951, Historiker
- Hans „Hannes“ Bongartz, * 3. Oktober 1951, ehemaliger Fußballprofi, Fußballtrainer
- Sylvia Lamsfuß, * 31. Oktober 1951; † 31. Januar 2023, Autorin
- Andrei Miron, * 2. Dezember 1951; † 18. Januar 2011, Prähistoriker
- Karl Falkenberg, * 1952, Ökonom, EU-Generaldirektor, EU-Sonderberater
- Rita Maiburg, * 23. Juni 1952; † 9. September 1977 in Greven, Pilotin und der erste weibliche Linienflugkapitän der Welt
- Benedikt Fehr, * 5. Juli 1952, Wirtschaftsjournalist
- Uli Aechtner, * 6. August 1952, Fernsehjournalistin und Schriftstellerin
- Christa Goetsch, * 28. August 1952, Politikerin (Bündnis 90/Die Grünen)
- Wolfgang Ueberhorst, * 21. September 1952, Bildhauer
- Roland Henß, * 9. November 1952; † 28. Oktober 2015 in Düsseldorf, Professor für Schrift und Typografie
- Jan Philipp Reemtsma, * 26. November 1952, Germanist, Publizist und Mäzen
- Hans-Günther Dotzauer, * 1953, Kammersänger
- Hans-Willy Hohn, * 29. Januar 1953, Soziologe
- Michael Mertes, * 26. März 1953, politischer Beamter
- Rainer Müller, * 11. Mai 1953, Diplomat, Botschafter der Bundesrepublik Deutschland
- Eva-Maria Zwiebler, * 20. Mai 1953, Badmintonspielerin und Beamtin der Stadt Bonn
- Michael Hillen, * 30. Juni 1953, Lyriker
- Rüdiger Lange, * 19. Juli 1953, Herzchirurg und Hochschullehrer
- Andreas Tönnesmann, * 24. Oktober 1953; † 23. Mai 2014 in München, Kunsthistoriker
- Hans Joachim Mendig, * 13. November 1953, Filmproduzent
- Henning Greve, * 1954, Bildhauer
- Alexander Heuer, * 1954, Diplom-Ingenieur, Politiker (SPD), Bürgermeister der Stadt Garbsen
- Thomas de Maizière, * 21. Januar 1954, Politiker (CDU), Bundesminister
- Andreas von Studnitz, * 9. Februar 1954, Theaterregisseur und Theaterintendant
- Manfred Lütz, * 18. März 1954, Arzt, katholischer Theologe und Schriftsteller
- Heinzpeter Hempelmann, * 7. Mai 1954, evangelischer Theologe und Philosoph
- Klaus Mertes, * 18. August 1954, Jesuit, Direktor des Kollegs St. Blasien
- Perry Schmidt-Leukel, * 21. September 1954, Professor für Religionswissenschaft und interkulturelle Theologie an der Universität Münster
- Annegret Kerp-Esche, * 1. November 1954, Volkswirtin, Medizinerin und Politikerin (SPD), Mitglied der Hamburgischen Bürgerschaft
- Michael Heupel, * 1955, Jazz-Flötist
- Michael Wiemers, * 1955, Kunsthistoriker
- Gabriele Uelsberg, * 1. Januar 1955, Kunsthistorikerin
- Michael Winterhoff, * 3. Januar 1955, Kinder- und Jugendpsychiater, Psychotherapeut und Autor
- Maximilian Osterritter, * 14. März 1955; † 1999, Kabarettist, Autor, Schauspieler, Musiker und Maler
- Yvonne Wussow, geborene Viehöver, * 15. März 1955; † 5. September 2006 in Hamburg, Journalistin und Schriftstellerin
- Olaf Manthey, * 21. April 1955, ehemaliger Tourenwagenrennfahrer
- Marion Eich-Born, * 24. April 1955, seit November 2009 Staatssekretärin im Thüringer Ministerium für Bau, Landesentwicklung und Verkehr
- Gerd Heusch, * 20. Mai 1955, Pathophysiologe
- Markus Winkler, * 31. Mai 1955, Romanist und Komparatist
- Michael Kühnen, * 21. Juni 1955; † 25. April 1991 in Kassel, Neonazi
- Roger Willemsen, * 15. August 1955; † 8. Februar 2016 in Wentorf bei Hamburg, Publizist, Autor, Essayist und Moderator
- Urs M. Fiechtner, * 2. November 1955, Schriftsteller
- Thomas Juncker, * 23. November 1955, Journalist
- Erwin Rüddel, * 21. Dezember 1955; † 3. Februar 2025 in Asbach, Politiker (CDU)
- Christian Baudissin, * 1956, Filmemacher
- Wolfgang Ernst, * 1956, Jurist und Hochschullehrer
- Emily Haber, * 1956, Diplomatin und Staatssekretärin
- Jan Metzger, * 1956, Journalist, Intendant von Radio Bremen
- Radu Constantin Miron, * 1956, orthodoxer Erzpriester, Vorsitzender der Arbeitsgemeinschaft Christlicher Kirchen in Deutschland
- Gerd Nettekoven, * 26. Februar 1956 in Bad Godesberg, deutscher Medizinfunktionär
- Rainer Hörig, * April 1956; † 21. Mai 2024, Journalist, Autor und Fotograf
- Ulf Domgörgen, * 12. April 1956, Vorsitzender Richter am Bundesverwaltungsgericht
- Manfred Gipper, * 3. Mai 1956, Maler und Collagist
- Margarita Mathiopoulos, * 17. Mai 1956, Unternehmerin, Historikerin und Politikwissenschaftlerin
- Peter Ruhenstroth-Bauer, * 30. Mai 1956, Beamter und Politiker
- Claudia Solzbacher, * 11. August 1956, Schulpädagogin
- Christoph Conrad, * 31. August 1956, Geschichtsprofessor
- Gernot Lehr, * 1957, Rechtsanwalt im Bereich Medienrecht
- Christoph Richter, * 1957, Cellist und Musikpädagoge
- Anka Zink, * 3. März 1957, Kabarettistin
- Rüdiger König, * 8. April 1957, Diplomat
- Karl-Heinz Kamp, * 21. Juni 1957, Präsident der Bundesakademie für Sicherheitspolitik
- Friedrich Thießen, * 22. Juni 1957, Wirtschaftswissenschaftler und Hochschullehrer
- Sabine Doering-Manteuffel, * 3. August 1957, Ethnologin und Präsidentin der Universität Augsburg.
- Joachim Schüling, * 8. August 1957, Bibliothekar
- Ulrich Konrad, * 14. August 1957, Musikwissenschaftler und Hochschullehrer
- Manfred M. Kappes, * 23. September 1957, deutscher Physikochemiker
- Norman Rentrop, * 26. Oktober 1957, Verleger, Autor und Investor
- Thomas Berghoff, * 11. November 1957, Brigadegeneral des Heeres
- Thomas Schwarz, * 20. November 1957, Journalist und Publizist
- Andreas Berg, * 2. Dezember 1957; † 7. Februar 2020, Generalmajor des Heeres
- Gerald Hambitzer, * 16. Dezember 1957, Cembalist, Clavichord- und Hammerklavierspieler
- Dirk Bell, * 1958, Gitarrist, auch Musikproduzent
- Stefan Fröhlich, * 1958, Politikwissenschaftler
- Michael Neumaier, * 20. Januar 1958, Facharzt für Laboratoriumsmedizin
- Hans Günther Mattern, * 28. März 1958, Diplomat
- Marcus Ingendaay, * 24. Mai 1958, Schriftsteller und Übersetzer
- Matthias Wittekindt, * 28. Mai 1958, Architekt und Schriftsteller
- Joachim Scholtyseck, * 18. August 1958, Professor für Geschichte
- Michael Müller, * 2. September 1958, Komiker, Kabarettist und Regisseur
- Thomas Kersting, * 8. September 1958, Archäologe
- Martin Stadelmaier, * 25. September 1958, Chef der Staatskanzlei von Rheinland-Pfalz
- Bernd Gräfrath, * 20. Oktober 1958, Philosoph und Schachexperte
- Bernward Rothe, * 24. Dezember 1958; † 22. März 2018, Jurist und Politiker (SPD)
- Hans Neuhoff, * 10. Januar 1959, Kultursoziologe und Musikwissenschaftler
- Sibylle Prins, * 22. Februar 1959; † 14. Juli 2019, Autorin und Sonderpädagogin
- Manfred Weinberg, * 23. Februar 1959 in Bad Godesberg, deutscher Literaturwissenschaftler
- Ulrich Kaspar, * 9. April 1959; † 6. Januar 2017 in Bonn, Lyriker und Musiker
- Oskar Prinz von Preußen, * 6. Mai 1959, Herrenmeister des Johanniterordens und Medienmanager
- Fritz Heer, * 9. Mai 1959, Leichtathlet und Olympiateilnehmer
- Stefan Schwarz, * 31. August 1959, Politiker (CDU), Mitglied des Deutschen Bundestages
- Stephan Lamby, * 4. September, Journalist, Autor und Produzent
- Reinhard Meyer, * 5. September 1959, Staatssekretär und Minister
- Sven-Georg Adenauer, * 16. Oktober 1959, Politiker, Enkel Konrad Adenauers
- René Leitgen, * 18. Oktober 1959, Brigadegeneral der Bundeswehr
- Ansgar Rau, * 15. November 1959, Hörfunkjournalist und Redaktionsleiter
- Jürgen Nolte, * 19. November 1959, Fechter und Olympiateilnehmer
- Hermann Wentker, * 16. Dezember 1959, Historiker
- Burkhard Even, * 1960, Vizepräsident des Militärischen Abschirmdienstes
- Elisabeth Gutjahr, * 1960, Professorin für Rhythmik, Rektorin der Universität Mozarteum Salzburg
- Michael Veltman, * 1960, Kirchenmusiker
- Dirk Hermann Voss, * 9. Februar 1960, Jurist, Medienfachmann und Herausgeber
- Bertram Jesdinsky, * 15. März 1960; † 21. April 1992 in Wuppertal, Maler und Bildhauer
- Albrecht von Massow, * 16. März 1960, Musikwissenschaftler
- Markus Maria Profitlich, * 25. März 1960, Tischler, Comedian, Schauspieler
- Klaus Reinhardt, * 22. Mai, Facharzt für Allgemeinmedizin, Vorsitzender des Hartmannbundes, Präsident der Bundesärztekammer
- Stephan Wahl, * 28. Mai 1960, katholischer Priester, Domvikar zu Trier
- Wolfgang Lehmacher, * 4. Juni 1960, Berater und Unternehmer
- Ulrich Herrmann, * 2. Juli 1960, Jurist und Vorsitzender Richter am Bundesgerichtshof
- Peter Limbourg, * 7. Juli 1960, Journalist
- Norbert Förster, * 9. Juli 1960, römisch-katholischer Ordensgeistlicher, Bischof von Ji-Paraná
- Rainer Groß, * 9. August 1960 in Bad Godesberg, Politiker (AFD)
- Andreas Mundt, * 13. August 1960, Präsident des Bundeskartellamtes
- Ute Schneider, * 9. November 1960, Historikerin und Hochschullehrerin
- Michael Kißener, * 3. Dezember 1960, Historiker und Hochschullehrer in Mainz
- Andreas Fischer, * 1961, Filmemacher und Fotograf
- Christoph Heinemann, * 1961, Journalist
- Michael Kloft, * 1961, Journalist und Fernsehautor
- Harald Uhlig, * 26. April 1961, Wirtschaftswissenschaftler
- André Ahrlé, * 27. Juni 1961, Unternehmer und Autorennfahrer
- Wolfgang Schön, * 24. Juli 1961, Rechtswissenschaftler
- Clemens Kauffmann, * 3. August 1961; † 9. April 2020, Politikwissenschaftler
- Manuela Söller-Winkler, * 10. August 1961, Staatssekretärin
- Aljoscha Schwarz, * 9. September 1961, Schriftsteller, Psychologe, Philosoph
- Isis Krüger, * 16. Oktober 1961; † 4. November 2017, Theater-, Film- und Fernsehschauspielerin
- Dorothee Schön, * 24. November 1961, Drehbuchautorin
- Jacki Engelken, * 1962, Musiker und Komponist
- Petra Sophia Zimmermann, * 1962, Kunsthistorikerin und Hochschullehrerin
- Barbara Meyer, * 3. März 1962, Verwaltungsjuristin und politische Beamtin
- Wilfried Köpke, * 9. März 1962, Journalist, Kurator, Autor und Hochschullehrer
- Kathrin Senger-Schäfer, * 21. März 1962, Politikerin (Die Linke), Mitglied des Deutschen Bundestages
- Nikolai Grube, * 6. Juni 1962, Professor für Altamerikanistik und Ethnologie
- Gert-Uwe Mende, * 15. Oktober 1962, Politiker (SPD), Oberbürgermeister von Wiesbaden
- Katrin Thomas, * 1963, Fotografin, Künstlerin und Hochschullehrerin
- Josef Niesen, * 8. Januar 1963, Maler, Grafiker, Autor und Verleger
- Mathias Döpfner, * 15. Januar 1963, Vorstandsvorsitzender der Axel Springer SE
- Christian Moser, * 22. Januar 1963, Literaturwissenschaftler und Hochschullehrer
- Markus Beisicht, * 29. März 1963, Jurist und Politiker („Pro“-Bewegung)
- Andrea Milz, * 11. April 1963 in Bad Godesberg, Politikerin
- Jan Tilman Schade, * 11. April 1963, Musiker
- Walter Bruchhausen, * 11. Mai 1963, Arzt, Theologe, Philosoph und Hochschullehrer
- Dorothee Nolte, * 2. Juni 1963, Journalistin und Schriftstellerin
- Jörg Schmidt, * 26. Juni 1963, deutscher Kommunalpolitiker (CDU) und Bürgermeister von Wachtberg
- Kurt Schumacher, * 1. Juli 1963, Komponist und Musikwissenschaftler
- Markus Grünewald, 13. September 1963, Verwaltungsjurist und politischer Beamter
- Nikolaus Blome, * 16. September 1963, Journalist und Kommentator
- Johannes Quint, 26. Oktober 1963, Musikwissenschaftler und Komponist
- Judith Hartenstein, * 1964, evangelische Theologin und Hochschullehrerin
- Marion Harsdorf-Gebhardt, * 18. Februar 1964, Juristin und Richterin am Bundesgerichtshof
- Tobias Bonn, * 5. März 1964 in Bonn, Sänger und Schauspieler
- Markus Orth, * 4. April 1964, Manager
- Nikolaus Bernau, * 23. Juni 1964, Kunstwissenschaftler, Architekturkritiker, Journalist und Sachbuchautor
- Joachim Helfer, * 26. August 1964, Schriftsteller
- Yilmaz Dziewior, * 24. Oktober 1964, Kunsthistoriker und Direktor des Kunstvereins in Hamburg
- Johannes B. Kerner, * 9. Dezember 1964, Moderator; machte sein Abitur am Aloisiuskolleg und studierte in Bonn
- Felix Wahnschaffe, * 24. Dezember 1964, Jazzmusiker
- Michael Hanfeld, * 1965, Journalist und Publizist
- Rainer Piwek, * 1965, Schauspieler
- Marcus Werner, * 24. März 1965, Rechtsanwalt und Informatiker
- Olaf Joachim, * 29. März 1965, politischer Beamter (SPD)
- Susanne Konrad, * 14. April 1965, Schriftstellerin und Literaturwissenschaftlerin
- Marc Hessel, * 10. Mai 1965, Rennfahrer, Eventmanager und Architekt
- Anthony Baffoe, * 25. Mai 1965, Sportmoderator, ehemaliger Fußballspieler und Schauspieler
- Andrea Stullich, * 10. Juni 1965, Landtagsabgeordnete
- Ashok-Alexander Sridharan, * 15. Juni 1965, Kommunalpolitiker (CDU), ehemaliger Oberbürgermeister von Bonn
- Jenke von Wilmsdorff, * 16. Oktober 1965, Fernsehjournalist, Autor und Schauspieler
- Bernhard Fischer-Appelt, * 21. November 1965, Unternehmer der Agenturgruppe fischerAppelt, Sachbuchautor
- Birgit Lennartz, * 22. November 1965, Marathon- und Ultramarathonläuferin
- Matthias Waechter, * 4. Dezember 1965, Historiker
- Peter Stefan Herbst, * 26. Dezember 1965, Journalist, Chefredakteur der Saarbrücker Zeitung
- Harald Bergsdorf, * 1966, Politikwissenschaftler
- Peter von Felbert, * 1966, Fotograf
- Michael Gassmann, * 1966, Musikwissenschaftler, Journalist und Dramaturg
- Jakob Strobel y Serra, * 15. Februar 1966, Reisejournalist und Autor
- Karin Klingen, * 21. März 1966, Juristin, Präsidentin des Rechnungshofes von Berlin
- Hartmut Hein, * 28. März 1966, Musikwissenschaftler
- Markus Kurth, * 14. April 1966 in Beuel, Politiker (B’90/Grüne), MdB
- Patrick Wasserziehr, * 19. April 1966, Sportjournalist
- Christiane Kuhl, * 28. April 1966, Medizinerin
- Klaus Rosenfeld, * 6. Mai 1966, Manager, Vorstandsvorsitzender
- Martin Simon, * 17. Juni 1966; † 5. Juni 2000, Liedermacher
- Ralf Schmidt, * 6. August 1966, Radsportler
- Sascha Weber, * 9. August 1966; eigentlich Alexander Freund, geborener Weber, Journalist und Schriftsteller
- Uta Glaubitz, * 13. August 1966, Berufsberaterin und Autorin
- Markus Alder, * 17. September 1966; † 7. Februar 2024, Brigadegeneral der Luftwaffe der Bundeswehr
- Thomas Michael Kuhn, * 24. September 1966,  Journalist, Technologiereporter
- Frank Utzerath, * 1967, militärischer Vizepräsident des Militärischen Abschirmdienstes
- Achim Werres, * 3. März 1967, General des Heeres der Bundeswehr
- Sven Lange, * 3. April 1967, Offizier, Oberst und Militärhistoriker
- Sven Plöger, * 2. Mai 1967, Meteorologe und Moderator
- Frank Höndgen, * 9. Juli 1967, Kirchenmusiker, Sänger, Chorleiter, Dirigent, Autor und Musikwissenschaftler
- Dedo von Kerssenbrock-Krosigk, * 25. Juli 1967, Kunsthistoriker
- Daniel Bielenstein, * 31. Juli 1967, Journalist und Schriftsteller
- Jörg Follert, * 1968, Musiker, Komponist und Musikproduzent
- Alexander Grau, * 1968, Philosoph, Journalist, Publizist und Autor
- Carsten Zimmermann, * 7. Februar 1968, Autor
- Michael Schneider, * 15. Februar 1968, Bankfachwirt und Politiker, Staatssekretär in Thüringen
- Friedrich Loschelder, * 28. April 1968, Richter am Bundesfinanzhof
- Sonja Zietlow, * 13. Mai 1968, Fernsehmoderatorin
- Andrea Stieldorf, * 20. Juni 1968, Historikerin
- Robert Nikolic, * 1. August 1968, Fußballspieler
- Beate Reich, * 23. August 1968, Staatssekretärin
- Burkhard Garweg, * 1. September 1968, Mitglied der Rote Armee Fraktion
- Timm Koch, * 30. November 1968, Schriftsteller, Filmemacher und Fotograf
- Herbert Schäfer, * 12. Dezember 1968, Schauspieler
- Hanna Dietz, * 1969, Schriftstellerin
- Matthias Krupa, * 1969, Journalist und Redakteur
- Alexander Koch, * 22. Februar 1969, Fechter
- Anne van Aaken, * 19. April 1969, Rechtswissenschaftlerin und Ökonomin
- Kirsten Kuhlmann, * 1. Mai 1969, Juristin, Richterin am Bundesverwaltungsgericht
- Katja Windt, * 4. Juni 1969, Diplom-Ingenieurin, Managerin, Hochschullehrerin
- Liz Baffoe, * 6. Juli 1969, Schauspielerin
- Rolf von Uslar, * 9. August 1969, Generalarzt der Bundeswehr
- Alexander Olek, * 10. August 1969; † 13. März 2024 in Berlin, Biochemiker und Unternehmer
- Barbara König, * 30. August 1969, Politikwissenschaftlerin und Staatssekretärin
- Benjamin Limbach, * 25. September 1969, Politiker (Bündnis 90/Die Grünen)
- Christian Hertweck, * 1. Oktober 1969, Chemiker
- Marylyn Addo, * 1970, Medizinprofessorin
- Peter Gilch, * 1970, Chemiker und Hochschullehrer
- Susanne Kessel, * 1970, Pianistin
- Juliane Rebentisch, * 1970, Philosophin
- Stefan von Kempis, * 9. Februar 1970,  Journalist, Leiter der deutschsprachigen Redaktion von Vatican News
- Mark Speich, *  6. März 1970, Politikwissenschaftler, Unternehmer und politischer Beamter (CDU)
- Silvia Bender, *  9. März 1970, Staatssekretärin
- Barbara Grüneberg, * 21. März 1970, Juristin, Richterin am Bundesgerichtshof
- Wolfgang Wick, * 20. April 1970, Medizinprofessor
- Joe Chialo, * 18. Juli 1970, deutscher Musikmanager und Politiker (CDU)
- Ulf Hartmann, * 14. August 1970, Singer-Songwriter
- Gerd J. Pohl, * 21. Oktober 1970, Puppenspieler und Schauspieler
- Martin Selmayr, * 5. Dezember 1970, Rechtswissenschaftler, Kabinettchef des EU-Kommissionspräsidenten
- Franz Reimer, * 1971, Rechtsprofessor
- Gunda Werner, * 1971, römisch-katholische Theologin
- Volker Kronenberg, * 8. Januar 1971, Politikwissenschaftler
- Peter Füssenich, * 19. Januar 1971, Architekt und Denkmalpfleger, Dombaumeister zu Köln
- Michael Platten, * 20. Januar 1971, Neurologie und Hochschullehrer
- Guido Renner, * 18. Februar 1971, Schauspieler
- Thomas Rüfner, * 20. März 1971, Rechtshistoriker
- Tade Matthias Spranger, * 6. Mai 1971, Rechtsprofessor
- Ulrike Picker, * 17. Mai 1971, Bundesrichterin
- Holger Jung, * 24. Juli 1971, Jurist und Kommunalpolitiker (CDU), Bürgermeister von Meckenheim
- Rüdiger Wick, * 14. Oktober 1971, Richter am Bundesfinanzhof
- Henning Wehland, * 2. Dezember 1971, Rockmusiker (‚H-Blockx‘)
- Lionel Haas, * 27. Dezember 1971, Jazzmusiker
- Barbara van Schewick, * 1972, Rechtswissenschaftlerin
- Aljoscha Pause, * 24. Januar 1972, Fernsehjournalist
- Christian Wolfrum, * 17. Juli 1972, Gesundheitswissenschaftler und Hochschullehrer
- Thorsten Libotte, * 20. Juli 1972, Schriftsteller
- Tamara Gräfin von Nayhauß, * 23. Juli 1972, Fernsehmoderatorin
- Dominik Günther, * 1973, Theaterregisseur, Schauspieldozent und Autor
- Gereon Krahforst, * 1973, Organist und Komponist
- Gesa Schneider, * 1973, Literaturwissenschaftlerin, Kuratorin und Moderatorin
- Christina Pernice, * 3. Februar 1973, Richterin am Bundesgerichtshof
- Christoph Heckenbücker, * 12. Februar 1973, Filmregisseur und -produzent
- Liv Assmann, * 6. Mai 1973, politische Beamtin (SPD)
- Jens Hacke, * 6. Dezember 1973, Politologe
- Silke Bodenbender, * 31. Januar 1974, Schauspielerin
- Anna von Berg, * 18. März 1974, Schauspielerin
- Bettina Brockmeyer, * 18. März 1974, Historikerin
- Christine Prayon, * 22. Mai 1974, Schauspielerin und Kabarettistin
- Juli Zeh, * 30. Juni 1974, Schriftstellerin
- Shirin Valentine, * 7. September 1974, Moderatorin, Journalistin und Musikerin
- Simon Böer, * 15. Oktober 1974, Schauspieler
- Julia Stinshoff, * 27. Dezember 1974, Schauspielerin
- Hans Thomalla, * 1975, deutsch-amerikanischer Komponist
- Eric Alain Wilson, bekannt als Nosliw, * 1975, Reggae/Dancehall-Sänger
- Michaela Teller, * 29. Januar 1975, Richterin am Bundesfinanzhof
- Jan Scheer, * 11. Februar 1975, Diplomat
- Dirk Werle, * 18. Februar 1975, Literaturwissenschaftler
- Thomas Melle, * 17. März 1975, Schriftsteller
- Barbara Josepha Scheuermann, * 11. April 1975, Kuratorin und Autorin
- Alexander Alvaro, * 26. Mai 1975, Politiker (FDP)
- Marius Ruhland, * 10. Juni 1975, Filmkomponist
- Sonja Baum, * 22. Juli 1975, Schauspielerin
- Oliver Mintzlaff, * 19. August 1975, Sportmanager
- Frank Thelen, * 10. Oktober 1975, Unternehmer und Investor
- Wolfgang Wengenroth, * 15. Oktober 1975, Dirigent

#### 1976–2000
- Christoph Dieckmann, * 7. Januar 1976, Beach-Volleyballspieler
- Markus Dieckmann, * 7. Januar 1976, Beach-Volleyballspieler
- Lisa Gotto, * 4. Februar 1976, Medienwissenschaftlerin
- Jan Felix Gaertner, * 30. März 1976, Altphilologe
- Kai Hirdt, * 3. Juli 1976, PR-Berater, Science-Fiction-Autor, Comictexter und Verleger
- Bernd Weber, * 20. Juli 1976, Mediziner, Neurowissenschaftler und Hochschullehrer
- Friedrich Curtius, * 9. September 1976, Jurist und Sportfunktionär
- Mirko Heid, * 8. Oktober 1976, Baseballspieler und Sportfunktionär
- Christoph Danne, * 9. Oktober 1976, Lyriker, Herausgeber und Verleger
- Patrick Glöckner, * 18. November 1976, Fußballspieler und -trainer
- Kimiko Douglass-Ishizaka, * 4. Dezember 1976, Pianistin
- Uwe Brinkmann, * 1977, Bürgermeister von Bad Schwartau
- Andreas Fulda, * 1977, Politikwissenschaftler, Hochschullehrer und Autor
- Line Hoven, * 1977, Comic-Zeichnerin und Illustratorin
- Raoul Löbbert, * 1977, Publizist und Moderator
- Susanne Meyer, * 1977, Schauspielerin
- Heike Wolf, * 1977, Autorin
- Ariane Sommer, * 9. März 1977, Schauspielerin und Model
- Bernadette Heerwagen, * 22. Juni 1977, Schauspielerin
- Nils Wülker, * 17. August 1977, Jazztrompeter und -komponist
- Alexander Hennig, * 17. September 1977, Wirtschaftswissenschaftler
- Simak Büchel, * 19. September 1977, Schriftsteller und Kinderbuch-Autor
- Mark Monheim, * 24. September 1977, Regisseur und Drehbuchautor
- Meinhard Schröder, * 1978, Rechtswissenschaftler
- Thorsten Nehrbauer, * 12. Januar 1978, Fußballspieler
- Eckart Boege, * 15. April 1978 in Bonn, Politiker (SPD), Bürgermeister der Stadt Ahrensburg
- Melanie Amann, * 18. Mai 1978, Juristin und Journalistin
- Manuel Reuter, Künstlername Manian, * 7. Juli 1978, Musikproduzent und DJ
- Roland Meyer de Voltaire, * 8. September 1978, Sänger, Filmmusik-Komponist und Musikproduzent
- Sebastian Stahl, * 20. September 1978, Autorennfahrer
- Bushido, * 28. September 1978, Rapper
- Thorsten Schmidt, * 14. Oktober 1978, Biochemiker und Ruderer, Vize-Weltmeister
- Sonja Fuss, * 5. November 1978, Fußballspielerin
- Christian Picker, * 20. November 1978, Rechtswissenschaftler
- Yasmin Mei-Yee Weiß, geb. Fargel, * 28. November 1978, Personalmanagerin und Hochschullehrerin
- Isabelle Lehn, * 1979,  Schriftstellerin und Philologin
- Eva Müller, * 1979, Journalistin
- David Kopp, * 5. Januar 1979, Radrennfahrer
- Michael Meichßner, * 26. Mai 1979, Schauspieler
- Julia Hahn, * 21. Juni 1979, Bundesrichterin
- Markus Kuhl, * 13. Oktober 1979, Fußballschiedsrichter
- Jan Krämer, * 1980, Wirtschaftsinformatiker und Hochschullehrer
- Anna Malunat, * 1980, Theaterregisseurin
- Andreas Tölzer, * 27. Januar 1980, Judoka
- Jan Ehlert, * 15. April 1980, Filmproduzent und Drehbuchautor
- Jens Hartwig, * 16. April 1980, Schauspieler
- Dominique Ndjeng, * 4. November 1980, Fußballspieler
- Jörg Hardt, * 6. Dezember 1980, Automobilrennfahrer
- Shao-Lan Hertel, * 1981, Sinologin und Kunsthistorikerin
- André Fuchs, Künstlername Onkel Zwieback, * 19. Mai 1981, Musik- und Filmproduzent
- Thorsten Burkhardt, * 21. Mai 1981, Fußballspieler
- Natalie Horler, * 23. September 1981, Frontfrau des Dance-Projekts Cascada
- Mara Genschel, * 1982, Lyrikerin
- Roland Philippi, * 8. Januar 1982, politischer Beamter (FDP)
- Stefan Ulbricht, * 28. Februar 1982, Boogie-Woogie- und Blues-Pianist
- Marcel Ndjeng, * 6. Mai 1982, Fußballspieler
- Verena Hagedorn, * 25. Juli 1982, Fußballtrainerin
- Marie Burchard, * 6. Oktober 1982, Schauspielerin
- Carola Gruber, * 1983, Autorin
- Angela Huang, * 1983, Hanse-Historikerin
- Demian von Osten, * 1983, Journalist, Korrespondent und Medientrainer
- Andreas Stichmann, * 1983, Schriftsteller
- Moritz Hellfritzsch, * 25. Januar 1983, Regisseur
- Jonathan Grunwald, * 17. Februar 1983, Politiker (CDU) und Landtagsabgeordneter
- Moritz Bürkner, * 13. März 1983, Schauspieler
- Pia Klemp, * 10. Oktober 1983, Biologin, Kapitän und Menschenrechts-Aktivistin
- Aiko Kempen, * 1984, Journalist, Autor und Musiker
- Marc Zwiebler, * 13. März 1984, Badmintonspieler
- Benjamin Barg, * 15. September 1984, Fußballspieler
- Alexandros Margaritis, * 20. September 1984, griechisch-deutscher Autorennfahrer
- Dennis Sand, * 1985, Autor und Journalist
- Johannes Strassmann, * 3. Januar 1985; † 21. Juni 2014 in Ljubljana, Pokerspieler
- Benedikt Fernandez, * 8. Januar 1985, Fußballspieler
- Dominik Bahiense de Mello, * 15. Februar 1985, Basketballspieler
- Max Leitterstorf, * 30. Juni 1985, Wirtschaftswissenschaftler und Bürgermeister von Sankt Augustin
- Franziska Müller-Rech, * 26. Juli 1985, FDP-Politikerin
- Nathanael Liminski, * 19. September 1985, Staatssekretär
- Maximilian Vollmar, * 13. Oktober 1985, Schauspieler
- Patrik Berg, * 26. Oktober 1985, DJ und Musikproduzent im Bereich Techno
- Denis Pfabe, * 1986, Schriftsteller und Bildender Künstler
- Ken Miyao, * 16. März 1986, Popsänger
- Cédric Mimbala, * 22. August 1986, Fußballspieler
- Julian Schmitz-Avila, * 3. September 1986, Kunst- und Antiquitätenhändler
- Felix Reda, * 20. November 1986, Politiker
- Louisa Clement, * 1987, Künstlerin
- Ahmet Sağlam, * 9. Mai 1987, Fußballspieler
- Julia Kriegsmann, * 1988, Jazzmusikerin
- Thomas Esch, * 12. Januar 1988, deutsch-niederländischer Schlagzeuger und Perkussionist
- Célia Šašić, * 27. Juni 1988, Fußballspielerin
- Stefan Vajs, * 13. Juli 1988, Eishockeytorwart
- SSIO, * 28. Januar 1989, Rapper
- Fared Saal, * 18. Februar 1989, Salafist
- Luke Mockridge, * 21. März 1989, Komiker und Autor
- Simon Wahl, * 25. Juli 1989, Fingerstyle-Gitarrist und Komponist
- Fabian Thülig, * 21. September 1989, Basketballspieler
- Philipp Lieser, * 17. November 1989, Basketballspieler
- Johannes von Ballestrem, * 1990, Jazzmusiker
- Fabian Müller, * 1990, Pianist
- Jonas Wohlfarth-Bottermann, * 20. Februar 1990, Basketballspieler
- Dominick Drexler, * 26. Mai 1990, Fußballspieler
- Nils Teixeira, * 10. Juli 1990, Fußballspieler
- Valeska Knoblauch, * 21. September 1990, Badmintonspielerin
- Hamadi Al Ghaddioui, * 22. September 1990, Fußballspieler
- Maximilian Bathon, * 16. Januar 1991, hessischer Landtagsabgeordneter
- Ben Fero, * 25. Februar 1991, türkischer Rapper
- Nils Frenzel, * 28. Februar 1991, Autor und Journalist
- Levina, * 1. Mai 1991 als Isabella Lueen, Sängerin und Songwriterin
- Moritz Preisler, * 11. November 1991, Jazz- und Improvisationsmusiker
- Oliver Ewy, * 1992, Schauspieler und Musiker
- Bienvenue Basala-Mazana, * 2. Januar 1992, Fußballspieler
- Florian Koch, * 26. März 1992, Basketballspieler
- Hannah Emde, * 10. August 1992, Tierärztin, Artenschützerin, Autorin und Fernsehmoderatorin
- Lukas Kübler, * 30. August 1992, Fußballspieler
- Jannis Nikolaou, * 31. Juli 1993, Fußballspieler
- Jeremy Mockridge, * 4. September 1993, italienisch-kanadischer Schauspieler
- Marko Mebus, * 15. Oktober 1993, Jazzmusiker
- Kiara Brunken * 22. November 1993, Schauspielerin, Tänzerin und Sängerin
- Max Rendschmidt, * 12. Dezember 1993, Kanute und Olympiasieger
- Emily Wittbrodt, * 1994, Cellistin
- Max-Henri Herrmann, * 24. Februar 1994, französisch-deutscher Handballspieler
- Daniel Mayr, * 28. Juli 1995, Basketballspieler
- Kevin Yebo, * 14. März 1996, Basketballspieler
- Christian Kühlwetter, * 21. April 1996, Fußballspieler
- Lea Zoë Voss, * August 1996, Theater- und Filmschauspielerin
- Max Weißkirchen, * 18. Oktober 1996, Badmintonspieler
- Leeroy Matata, * 31. Dezember 1996, Webvideoproduzent und Rollstuhlbasketballer
- Konstanze Klosterhalfen, * 18. Februar 1997, Leichtathletin
- Blendi Idrizi, * 2. Mai 1998, kosovarisch-deutscher Fußballspieler
- Kevin Goden, * 22. Februar 1999, Fußballspieler
- Lena Cornelissen, * 2000, Aktivistin, Referentin und Autorin
- Hannah Schiller, * 6. Januar 2000, Schauspielerin
- Alvar Goetze, * 8. September 2000, Schauspieler

### 21. Jahrhundert
- Marco Wolf, * 5. Februar 2001, Fußballspieler
- Hans Anapak, * 10. Februar 2001, Fußballspieler
- Anny Ogrezeanu, * 24. Februar 2001, deutsch-rumänischer Sänger, Gewinner von The Voice of Germany 2022
- Amelie Möllmann, * 22. Mai 2001, Handballspielerin, World-Games-Siegerin
- Sarah Liegmann, * 26. Januar 2002, Kickboxerin und Profiboxerin
- Jano Rübo, * 11. Dezember 2002, Judoka
- Linus Moog, * 29. Oktober 2004, Schauspieler und Techno-DJ

## Gestorben in Bonn
Folgende Personen sind in Bonn oder den heute zu Bonn gehörigen Stadtteilen gestorben:

### Bis 19. Jahrhundert
- Quintus Petilius Secundus, † um 65, römischer Legionär (* um 40 in Mailand)
- Gerhard von Are, † 23. Februar 1169, Propst des Sankt-Cassius-Stiftes (* um 1100)
- Engelbert II. von Falkenburg, † 20. Oktober 1274, Erzbischof und Kurfürst (* um 1220)
- Sifrid von Westerburg, † 7. April 1297, Erzbischof von Köln, Kölner Kurfürst
- Heinrich II. von Virneburg, † 5. Januar 1332, Erzbischof von Köln, Kölner Kurfürst (* 1244/46)
- Eberhard von Virneburg, † um 1340 (wahrscheinlich in Bonn), Komtur mehrerer Kommenden des Deutschen Ordens und Großgebietiger
- Friedrich III. von Saarwerden, † 9. April 1414, Erzbischof von Köln (* um 1348 in Saarwerden)
- Katharina Curtius, † 1629, Apothekerin, als Hexe hingerichtet
- Maximilian Heinrich von Bayern, † 5. Juni 1688, Kölner Kurfürst (* 8. Dezember 1621 in München)
- Joseph Clemens von Bayern, † 12. November 1723, Kölner Kurfürst (* 5. Dezember 1671 in München)
- Caspar Anton von der Heyden genannt Belderbusch, † 2. Januar 1784, Deutschordensritter und Premierminister in Kurköln (* 5. Januar 1722 in Montzen)
- Graf Maximilian Friedrich von Königsegg-Rothenfels, † 15. April 1784, Kölner Kurfürst (* 13. Mai 1708 in Köln)
- Joseph Reicha, † 5. März 1795, Kapellmeister und Cellist (* 12. Februar 1752 in Chudenice, Böhmen)
- Andrea Lucchesi, † 21. März 1801, Kapellmeister am Kurfürstenhof und Komponist (* 23. Mai 1741 in Motta di Livenza, Italien)
- Nikolaus Simrock, † 12. Juni 1832, Musikverleger und Waldhornist (* 23. August 1751 in Mainz)
- Leopold Bleibtreu, † 11. September 1839 in Kloster Pützchen bei Bonn, Bergwerksunternehmer (* 23. März 1777 in Neuwied)
- Joseph Eduard d’Alton, † 11. Mai 1840, Anatom, Archäologe, Kupferstecher und Kunstkritiker (* 11. August 1772 in Aquileia)
- August Wilhelm von Schlegel, † 12. Mai 1845, Philosoph, Übersetzer, Sprachwissenschaftler und Dichter (* 5. September 1767 in Hannover)
- Luise Adelaide Lavinia Schopenhauer, bekannt als Adele Schopenhauer, † 25. August 1849, Schriftstellerin (* 12. Juli 1797 in Hamburg)
- Friedrich Bird, † 19. März 1851, Psychiater und Medizinschriftsteller (* 1. September 1791 in Wesel)
- Franz Heinrich von Rigal, † 13. Mai 1852, Unternehmer (* 17. August 1785 in Krefeld)
- Johann Martin Augustin Scholz, † 20. Oktober 1852, Theologieprofessor (* 8. Februar 1794 in Kapsdorf bei Breslau)
- Sulpiz Boisserée, † 2. Mai 1854, Gemäldesammler, Kunst- und Architekturhistoriker und Förderer des Kölner Doms (* 2. August 1783 in Köln)
- Robert Schumann, † 29. Juli 1856 in Endenich (heute Stadtteil von Bonn), Komponist der Romantik (* 8. Juni 1810 in Zwickau)
- Friedrich August von Rummel, † 31. Dezember 1856, preußischer General der Infanterie (* 17. Oktober 1772 in Geldern)
- Ernst Moritz Arndt, † 29. Januar 1860, Gelehrter und nationaler Dichter (* 26. Dezember 1769 in Groß-Schoritz auf Rügen)
- Christian Heinrich Ernst Bischoff, † 5. März 1861, Medizinprofessor (* 14. September 1781 in Hannover)
- Peter Franz Ignaz Deiters, † 30. März 1861, Rechtsprofessor (* 12. Februar 1804 in Münster)
- August Franz Josef Karl Mayer, † 9. November 1865, Mediziner (* 2. November 1787 in Schwäbisch Gmünd)
- Friedrich Gottlieb Welcker, † 17. Dezember 1868, Altphilologe (* 4. November 1784 in Grünberg)
- Eduard Böcking, † 3. Mai 1870, Rechtsprofessor (* 20. Mai 1802 in Trarbach)
- Alma von Wasielewski, † 21. März 1871, Pianistin (* 24. Juni 1827 in Freiberg, Sachsen)
- Paul Richard Thomann, † 1873, Architekt (* 31. Januar 1827 bei Sprottau, Niederschlesien)
- Leopold Zuntz, † 13. Juni 1874, Unternehmer und Mitgründer der A. Zuntz sel. Wwe in Bonn (* 24. August 1813 in Frankfurt am Main)
- Friedrich Wilhelm August Argelander, † 17. Februar 1875, Astronom, Verfasser der „Bonner Durchmusterung“ (* 22. März 1799 in Memel)
- Heinrich Ondereyck, † 9. April 1876, Oberbürgermeister von Krefeld (* 12. Januar 1799 in Krefeld)
- Christian Lassen, † 8. Mai 1876, Indologe (* 22. Oktober 1800 in Bergen)
- Johann Heinrich Achterfeld, † 11. Mai 1877, Professor, kath. Theologe (* 1. Juni 1788 in Wesel)
- Friedrich August von Othegraven, † 4. Juni 1878, preußischer Generalleutnant (* 10. Mai 1802 in Wesel)
- Gottlieb Kyllmann, † 6. September 1878, Kaufmann, Stadtrat in Bonn (* 21. Mai 1803 in Weyer)
- Johann Joseph Bauerband, † 18. September 1878, Rektor und Professor der Universität Bonn (* 15. Juni 1800 in Wipperfürth)
- Wilhelm Busch, † 24. November 1881, Chirurg (* 5. Januar 1826 in Marburg)
- Hugo Ruehle, † 11. Juli 1888, Mediziner (* 12. September 1824 in Liegnitz)
- Ludwig Philippson, † 29. Dezember 1889, Schriftsteller und Rabbiner (* 22. Dezember 1811 in Dessau)
- Johannes Richter, † 31. Dezember 1889, Architekt (* 1. April 1842 in Koblenz)
- Johann Gildemeister, † 11. März 1890, Professor für orientalische Sprachen (* 20. Juli 1812 auf dem Hofgut Klein-Siemen, heute Kröpelin)
- Gustav Elten, † 14. Juni 1891, königlich preußischer Generalleutnant (* 19. März 1803 in Treptow an der Rega)
- Otto I. zu Salm-Horstmar, † 15. Februar 1892, deutscher Standesherr (Salm-Horstmar) und Politiker (* 8. Februar 1833 in Coesfeld)
- Hermann Schaaffhausen, † 26. Januar 1893, Anthropologe (* 19. Juli 1816 in Koblenz)
- Heinrich Hertz, † 1. Januar 1894, Physiker (* 22. Februar 1857 in Hamburg)
- Ludwig Wilhelm Minlos, † 25. Juli 1894, Kaufmann und Senator der Hansestadt Lübeck (* 23. April 1826 in Lübeck)
- Carl Maria Finkelnburg, † 11. Mai 1896 in Godesberg, Medizinprofessor (* 17. Juni 1832 in Marialinden)
- Friedrich August Kekulé von Stradonitz, † 13. Juli 1896, Chemiker, Entdecker des Benzolrings (* 7. September 1829 in Darmstadt)
- Alexander Stoltz, † 6. Januar 1897, preußischer Generalleutnant (* 19. Oktober 1810 in Cosel)
- Konstantin Ernst Thilo von Kaweczynski, † 14. März 1898, preußischer Generalmajor (* 9. September 1821 in Minden)
- Julius Baron, † 9. Juni 1898, Rechtswissenschaftler, (* 1. Januar 1834 in Festenberg)
- Anton Becker, † 10. August 1899, Architekt (* 14. April 1853 in Lüftelberg)
- Gustav von Mevissen, † 13. August 1899 in Bad Godesberg, Unternehmer und Politiker (* 20. Mai 1815 in Dülken, Rheinprovinz)
- Franz Heinrich Reusch, † 3. März 1900, katholischer Theologe und alt-katholischer Kirchenhistoriker (* 4. Dezember 1825 in Brilon)
- Hermann von Eichendorff, † 17. Mai 1900, preußischer Adeliger und Jurist sowie Herausgeber und Familienforscher (* 30. August 1815 in Berlin, Preußen)
- Carl Schorn, † 10. Dezember 1900, Jurist und Politiker (* 28. November 1818 in Essen)

### 20. Jahrhundert

#### 1901–1925
- Hermann Brassert, † 16. März 1901, preußischer Jurist und langjähriger rheinischer Berghauptmann (* 26. Mai 1820 in Dortmund)
- Caspar Joseph Brambach, † 20. Juni 1902, Komponist (* 14. Juli 1833 in Oberdollendorf)
- Adolf Gurlt, † 1. August 1902, Bergbauingenieur und Geologe (* 14. Juli 1829 in Berlin)
- Ernst Wagner, † 2. August 1902, Glasfabrikant (* 12. Oktober 1836 in Trier)
- Berta Lungstras, † 20. Juli 1904, Frauenrechtlerin (* 21. Dezember 1836 in Wahlscheid)
- Wilhelm Weinreis, † 13. August 1906, Architekt (* 10. November 1872 in Friesdorf)
- Friedrich von Solemacher-Antweiler, † 6. Oktober 1906, deutscher Rittergutsbesitzer und Politiker (* 9. September 1832 in Trier)
- Theodor Aufrecht, † 3. April 1907, Indologe und Sanskritist (* 7. Januar 1822 in Leschnitz, Oberschlesien)
- Heinrich Milz, † 27. Mai 1909, Gymnasialprofessor, Philologe und Rektor (* 12. Februar 1830 in Trier)
- Theodor Saemisch, † 29. September 1909, Medizinprofessor (* 30. September 1833 in Luckau)
- Adolph von La Valette-St. George, † 29. November 1910, Zoologe und Anatom (* 14. November 1831 auf Schloss Auel)
- Felix Rauter, † 1. Dezember 1910 in Godesberg, Kaufmann (* 8. Juni 1841 in Steele)
- Eduard Strasburger, † 18. Mai 1912, Botaniker (* 1. Februar 1844 in Warschau)
- Gerhard Loeschcke, † 17. Juli 1912, evangelischer Theologe (* 20. Mai 1880 in Dorpat)
- Wilhelm Hollenberg, † 2. Oktober 1912 in Godesberg, Pfarrer und Politiker (* 11. September 1820 in Mülheim an der Ruhr)
- August von Galen, † 20. November 1912, Landrat (* 1. Oktober 1866 in Assen)
- Carl Binz, † 11. Januar 1913 in Bonn, Pharmakologe und Medizinhistoriker (* 1. Juli 1832 in Bernkastel-Kues)
- Karl Sell, † 22. Dezember 1914, Theologieprofessor (* 29. November 1845 in Gießen)
- Hermann von Kettler, † 22. Februar 1916, preußischer Generalleutnant (* 6. September 1832 in Vlotho)
- August Brandt, † 21. Januar 1917, deutscher Theologe (* 22. August 1866 in Vaals)
- Pauline Horson, † 28. Januar 1918, Sopranistin und Kammersängerin (* 25. März 1858 in Beckum, Nordrhein-Westfalen)
- Karl Lehmann, † 5. April 1918, Rechtswissenschaftler (* 11. Oktober 1858 in Tuchel, Westpreußen)
- Friedrich Soennecken, † 2. Juli 1919, Unternehmer (Bonn) (* 20. September 1848 in Dröschede, heute Stadt Iserlohn)
- Lothar von Trotha, † 31. März 1920, preußischer Offizier, zuletzt General der Infanterie (* 3. Juli 1848 in Magdeburg)
- Friedrich Eberhard Gieseler, † 11. Dezember 1921, Physiker und Maschinenbauingenieur (* 23. Januar 1839 in Hüllhorst)
- Julius Bouché, † 28. Juni 1922, Gärtner, Gartengestalter, Gewächshaustechniker und Garteninspektor des Botanischen Gartens (* 8. August 1846 in Berlin-Schöneberg)
- Oskar von Nell, † 14. Juni 1923, Landrat (* 29. März 1861 in Trier)
- Ernst Zitelmann, † 28. November 1923, Rechtsprofessor (* 7. August 1852 in Stettin)
- Hermann Cardauns, † 14. Juni 1925, Historiker (* 8. August 1847 in Köln)

#### 1926–1950
- Paul Krüger, † 11. Mai 1926, Rechtswissenschaftler und Professor für Römisches Recht (* 20. März 1840 in Berlin)
- Ella Adaïewsky, † 26. Juli 1926, russische Pianistin und Komponistin (* 29. Januar 1846 in Sankt Petersburg)
- Anton Huonder SJ, † 23. August 1926, Schweizer katholischer Theologe und Schriftsteller (* 25. Dezember 1858 in Chur)
- Alfred Bucherer, † 16. April 1927, Physiker (* 9. Juli 1863 in Köln)
- Ernst Landsberg, † 29. September 1927, Jurist und Rechtshistoriker (* 12. Oktober 1860 in Stolberg, Rheinland)
- Hans Leo, † 30. September 1927, Mediziner und Pharmakologe (* 27. März 1854 in Regenwalde, Pommern)
- Theodor Pingen, † 11. November 1927, Gutsbesitzer und Mitglied des Deutschen Reichstags (* 11. Oktober 1841 in Widdersdorf)
- Friedrich von Bezold, † 29. April 1928, Professor für Geschichte (* 26. Dezember 1848 in München)
- Albert Heising, † 15. März 1929, Landrat (* 17. Dezember 1857 in Rheda)
- Karl Menser, † 10. November 1929, Bildhauer (* 19. Juli 1872 in Köln)
- Leopold Karl Goetz, † 2. April 1931, Professor für altkatholische Theologie, Slawist sowie außerordentlicher Professor für Philosophie (* 7. Oktober 1868 in Karlsruhe)
- Carl Crome, †  9. Juni 1931, Rechtswissenschaftler (* 11. Juli 1859 in Düsseldorf)
- Hans Schreuer, † 11. Juni 1931, böhmischer Rechtswissenschaftler (* 3. März 1866 in Skutsch)
- Otto Renois, † 4. April 1933, Modellschreiner und Stadtverordneter der KPD; erstes Opfer des Nationalsozialismus in Bonn (* 8. August 1892 in Griesel)
- Carl Hauptmann, † 11. September 1933, Verleger (* 1. Februar 1853 in Düren)
- Heinrich Vogel, † 20. Dezember 1934, Reichstagsmitglied (* 3. Juni 1856 in Siegen)
- Heinrich Dietzel, † 22. Mai 1935, Sozioökonom, (* 19. Januar 1857 in Leipzig)
- Rudolf Schultze, † 20. Juni 1935, Stadtbaumeister von Bonn (* 30. April 1854 in Berlin)
- Wilhelm Meyer-Lübke, † 4. Oktober 1936, Romanist und Sprachwissenschaftler (* 30. Januar 1861 in Dübendorf)
- Walter Reimann, † 8. November 1936 in Bad Godesberg, Maler und Filmarchitekt (* 2. Juni 1887 in Berlin)
- Alfred Wiedemann, † 7. Dezember 1936 in Bad Godesberg, Ägyptologe (* 18. Juli 1856 in Berlin)
- Reinhard Brauns, † 28. Januar 1937, Mineraloge (* 20. August 1861 in Eiterfeld b. Kassel)
- Heinrich Göppert, † 22. März 1937, Professor (* 21. Dezember 1867 in Breslau)
- Kurt Frankenstein, † 16. Mai 1937, Gynäkologe (* 17. Oktober 1877 in Landeshut)
- Hans Lehner, † 21. Februar 1938, Archäologe (* 3. Juni 1865 in Sigmaringen)
- Josef Juncker, † 18. Oktober 1938, Rechts- und Kirchenhistoriker (* 9. September 1889 als Josef Josefovici in Pitesti)
- Arnold Rademacher, † 2. Mai 1939, katholischer Priester, Professor an der Uni Bonn, Theologe und Philosoph (* 10. Oktober 1873 in Bocket bei Aachen)
- Walther Poppelreuter, † 11. Juni 1939, Psychologe und Nervenarzt (* 8. Oktober 1886 in Saarbrücken)
- Felix Hausdorff, † 26. Januar 1942, Mathematiker, Mitbegründer der modernen Topologie (* 8. November 1868 in Breslau)
- Hans Karl Rosenberg, † 17. April 1942 in Bad Godesberg, Professor an der Pädagogischen Akademie Bonn (* 27. November 1891 in Köln)
- Peter Zepp, † 4. Mai 1943, Geograf (* 18. März 1879 in Sinzig)
- Wilhelm Denhard, † 1944, Finanzbeamter (* 29. März 1876 in Stettin)
- Hermann Fühner, † 11. Januar 1944, Pharmakologe, Arzt und Toxikologe (* 10. April 1871 in Pforzheim)
- Paul Steiner, † 12. April 1944 in Bad Godesberg, Archäologe (* 21. August 1876 in Xanten)
- Anton Paul Brüning, † 21. Dezember 1944, Bankdirektor (* 12. August 1881 in Burgsteinfurt)
- Alexander Graf zu Dohna-Schlodien, † 25. Dezember 1944 in Bad Godesberg, Rechtswissenschaftler (* 29. Juni 1876 in Potsdam)
- Joseph Roth, † 22. Januar 1945 in Friesdorf, Lehrer und Politiker, Vorsitzender der Godesberger Zentrumspartei bis 1933 und Mitglied des Kreistages Bonn-Land, seit 2000 Märtyrer der katholischen Kirche; Ehrengrab auf dem Friedhof in Friesdorf (* 30. Januar 1896 in Köln)
- Karl Mosler, † 3. Mai 1946, Gerichtspräsident (* 28. September 1872 in Wetter (Ruhr))
- Wilhelm Marx, † 5. August 1946, ehem. Reichskanzler (* 15. Januar 1863 in Köln)
- Eugen Bandel, † 14. Januar 1948 in Bad Godesberg, Bankmanager (* 1. Juni 1879 in Speyer)
- Fritz Jungherr, † 28. Februar 1948 in Bad Godesberg, Politiker (* 8. Januar 1879 in Creuzburg)
- Anton Baumstark junior, † 31. Mai 1948, Altphilologe (* 4. August 1872 in Konstanz)
- Adolf Zycha, † 19. November 1948, Rechtshistoriker (* 17. Oktober 1871 in Wien)
- Heinrich Konen, † 31. Dezember 1948 in Bad Godesberg, Physiker und CDU-Politiker (* 16. September 1874 in Köln)
- Gerhard Schrader, † 10. Mai 1949, Mediziner (* 9. Juli 1900 in Oppeln)

#### 1951–1975
- August Scheidgen, † 18. Januar 1951, Architekt (* 1. Mai 1866 in Solingen)
- Josef Zander, † 15. Februar 1951 in Bad Godesberg, Bürgermeister 1915–1933 und 1945–1948, Ehrenbürger von Bad Godesberg, Ehrengrab auf dem Burgfriedhof (* 20. März 1878 in Kinzweiler, Kreis Aachen)
- Wilhelm Hamacher, † 29. Juli 1951, Zentrums-Politiker (* 11. Oktober 1883 in Troisdorf)
- Otto Martineck, † 25. Dezember 1951, Mediziner (* 16. April 1874 in Adelnau)
- Wilhelm Knothe, † 20. Februar 1952, Bundestagsabgeordneter (* 1. Mai 1888 in Kassel)
- Alois Tichy, † 8. Dezember 1952 in Bonn, Diplomat (* 14. Juli 1906 in Antonienhütte)
- Karl Rauch, † 26. Februar 1953 in Bad Godesberg, Rechtswissenschaftler (* 27. März 1880 in Graz)
- Wilhelm Hölling, † 11. Juli 1953 in Bad Godesberg, Wirtschaftsjurist (* 2. August 1880 in Elberfeld)
- Otto Graf, † 23. Juli 1953, Politiker (* 20. Dezember 1894 in Ludwigshafen am Rhein)
- Theodor Gottlob, † 1953, deutscher Theologe und Kanonist (* 1890 in Essen)
- Walther Bruns, † 30. Januar 1955, deutscher Offizier und Luftschiffer (* 25. Juni 1889 in Hochstrieß, Kreis Danziger Höhe)
- Franz Weber, † 1. Mai 1955, Staatssekretär (* 14. Januar 1894 in Langenhorst)
- Rudolf Lehmann, † 26. Juli 1955, Leiter der Rechtsabteilung beim Oberkommando der Wehrmacht (* 11. Dezember 1890 in Posen)
- Otto Kaldrack, † 28. September 1955 in Bad Godesberg, Generalmajor der Wehrmacht (* 19. August 1875 in Eisleben)
- Hans-Georg von Seidel, † 10. November 1955 in Bad Godesberg, Wehrmachtsgeneral (* 11. November 1891 in Diedersdorf)
- Rüdiger von Heyking, † 18. Februar 1956 in Bad Godesberg, Wehrmachtsgeneral (* 10. Januar 1894 in Rastenburg, Ostpreußen)
- Ernst Wagemann, † 20. März 1956 in Bad Godesberg, Nationalökonom (* 18. Februar 1884 in Chañarcillo, Chile)
- Theodor Gansen, † am oder kurz vor dem 13. Mai 1956, deutscher Maler (* 8. April 1887 in Lebach, Landkreis Saarlouis)
- Heinrich Kolfhaus, † 30. Mai 1956 in Bad Godesberg, evangelischer Pfarrer (* 27. April 1879 in Krefeld)
- Friedrich Janssen, † 9. Oktober 1956, deutscher Manager (* 14. Mai 1887 in Wesel)
- Walter von Steinäcker, † 7. November 1956, nationalsozialistischer Jurist (* 18. Juni 1883 in Köln)
- Richard Delbrueck, † 22. August 1957, Klassischer Archäologe (* 14. Juli 1875 in Jena)
- Ulrich Scherping, † 15. November 1958, Oberstjägermeister sowie SS-Führer, zuletzt im Rang eines SS-Brigadeführers (* 12. Juli 1889 in Krackow, Pommern)
- Franz Blücher, † 26. März 1959 in Bad Godesberg, Vizekanzler der Bundesrepublik Deutschland; lebte mindestens 10 Jahre in Bonn (* 24. März 1896 in Essen)
- Karl Schwarz, † 22. April 1959 in Bad Godesberg, Architekt (* 11. August 1886 in Zülpich)
- Walter Maximilian Lehmann, † 22. September 1959, Honorarprofessor an der Universität Bonn (* 16. Januar 1880 in Berlin)
- Joseph Antz, † 18. April 1960, Pädagoge an der Pädagogischen Akademie Bonn (* 19. Februar 1880 in Waldhölzbach)
- Hans Schlange-Schöningen, † 20. Juli 1960 in Bad Godesberg, Politiker (* 17. November 1886 auf Gut Schöningen in Pommern als Hans Schlange)
- Walther Kranz, † 18. September 1960, Klassischer Philologe (* 23. November 1884 in Georgsmarienhütte)
- Werner Richter, † 19. September 1960, Germanist (* 5. Mai 1887 in Berlin)
- Curt Bley, † 4. Februar 1961,  Widerstandskämpfer gegen den Nationalsozialismus (* 19. April 1910 in Wittenberg)
- Walther Zimmermann, † 15. Juli 1961, Kunsthistoriker (* 28. Juni 1902 in Bad Münster am Stein)
- Paul Samel, † 13. Februar 1962 in Bad Godesberg, Geodät (* 23. April 1877 in Grablaugken)
- Georg Baron Manteuffel-Szoege, † 8. Juni 1962 in Bad Godesberg, Politiker (* 7. März 1889 in Montreux, Schweiz)
- Waltraut Nicolas,  † 21. Oktober 1962 in Bad Godesberg, Schriftstellerin (* 5. Januar 1897 in Barkhausen, Landkreis Wittlage)
- Otto Lummitzsch, † 9. Dezember 1962, Gründer des Technischen Hilfswerks (* 10. Februar 1886 in Leipzig)
- Karl Theodor Kipp, † 24. Juli 1963, Rechtswissenschaftler an der Universität Bonn (* 7. März 1896 in Erlangen)
- Franz Oelmann, † 15. September 1963, Archäologe (* 30. Mai 1883 in Wolfenbüttel)
- Franz Heinrich Bock, † 1964, Verwaltungsbeamter (* 11. Juli 1901 in Magdeburg)
- Karl Müller, † 18. April 1964, Politiker (* 29. Juli 1884 in Süchteln)
- Bruno Huguenin, † 30. August 1964 in Bad Godesberg, Jurist (* 7. Oktober 1880 in Antalexen, Kreis Labiau)
- Robert Janker, † 22. Oktober 1964, Röntgenologe (* 12. März 1894 in München)
- Oskar Becker, † 13. November 1964, Philosoph (* 5. September 1889 in Leipzig)
- Erwin von Beckerath, † 23. November 1964 in Bad Godesberg, Ökonom (* 31. Juli 1889 in Krefeld)
- Werner Lenartz, † 10. Juli 1965 in Ippendorf, Hochschullehrer an der Pädagogischen Akademie Bonn (* 13. April 1902 in Mesenich)
- Erich Rothacker, † 10. August 1965, Philosophieprofessor (* 12. März 1888 in Pforzheim)
- Hermann Schäfer, † 26. Mai 1966 in Bad Godesberg, Bundesminister (* 6. April 1892 in Remscheid)
- Josef Becker, † 9. August 1966, Mediziner (* 26. Januar 1895 in Elsdorf im Rheinland)
- Johannes Stein, † 23. März 1967 in Bonn, Medizinprofessor (* 26. Juli 1896 in Orsoy)
- Herbert von Wolff, † 26. Mai 1967 in Bad Godesberg, Ministerialbeamter (* 20. Oktober 1886 in Friedrichswald, Livland)
- Karl Albert Reisch, † 27. Juni 1967, Landrat (* 23. November 1926 in Boppard)
- Alfred Hartmann, † 27. August 1967 in Bad Godesberg, Vorstandsvorsitzender der VEBA (* 12. September 1894 in Duisburg)
- Hans-Christoph Seebohm, † 17. September 1967, Bundesminister (* 4. August 1903 in Emanuelssegen, Oberschlesien)
- Hellmuth Greinert, † 30. November 1967, Politiker (* 29. Juli 1906 in Plauen)
- Hans Merten, † 12. Dezember 1967 in Bad Godesberg, Politiker, MdB und Mitglied des Europaparlaments (* 1. September 1908 in Wiesbaden)
- Heinrich Hopmann, † 1. Februar 1968, Lehrer und Politiker, Bürgermeister von Bad Godesberg (1948–1963), Ehrenbürger von Bad Godesberg; Ehrengrab auf dem Burgfriedhof (* 23. Januar 1897 in Rostock)
- Hellmut Willich, † 15. November 1968, SS-Brigadeführer und Generalmajor der Polizei, (* 2. Mai 1895 in Schönberg, Kreis Konitz)
- Robert von Barton gen. von Stedman, † 23. November 1968, Landrat des Landkreises Bonn (* 1. November 1896 im Gut Besselich)
- Rudolf Schmidt, † 9. März 1969, Verwaltungsjurist (* 11. November 1904 in Berlin)
- Karl Schneider, † 2. April 1969, Staatssekretär (* 26. Februar 1887 in Berlin-Schöneberg)
- Wolfgang Cartellieri, † 6. Juli 1969 in Bad Godesberg, Staatssekretär (* 5. Oktober 1901 in Heidelberg)
- Helmut Groeger, † 7. April 1970, Landrat (* 19. November 1899 in Militsch)
- Hellmuth von Weber, † 10. Mai 1970, Rechtswissenschaftler (* 4. Juli 1893 in Nossen)
- Richard Meyer, † 23. Juni 1970, Pädagoge und Politiker (* 1. September 1885 in Ragnit, Ostpreußen)
- Heinrich Büttner, † 15. Oktober 1970, Historiker und Archivar (* 18. November 1908 in Mainz)
- Peter Holtz, † 9. November 1970, Pharmakologe und Physiologe (* 6. Februar 1902 in Stolberg (Rheinland))
- Franz Hoffmann, † 12. Februar 1971, Verwaltungsbeamter (* 24. August 1889 in Posen)
- Ludwig Kattenstroth, † 31. August 1971, Staatssekretär a. D. (* 13. März 1906 in Kattenstroth, Kreis Wiedenbrück)
- Hans Krüger, † 3. November 1971, Bundesminister a. D. (* 6. Juli 1902 in Neustettin)
- Julius Grober, † 10. November 1971, Internist (* 27. November 1875 in Bremen)
- Heinrich Lübke, † 6. April 1972, zweiter Bundespräsident (* 14. Oktober 1894 in Enkhausen/Sauerland)
- Iwan Heilbut, † 15. April 1972, deutscher Schriftsteller (* 15. Juli 1898 in Hamburg)
- Theodor Blank, † 14. Mai 1972, Bundesminister a. D. (* 19. September 1905 in Elz)
- Johann-Albrecht von Blücher, † 14. Mai 1972, Generalmajor a. D. (* 11. November 1892 in Potsdam)
- Leo Bauer, † 18. September 1972, Politiker (* 18. Dezember 1912 in Skalat, Österreich-Ungarn, heute Ukraine)
- Hans Bonnet, † 27. Oktober 1972, Ägyptologe (* 22. Februar 1887 in Hirschberg)
- Hans Globke, † 13. Februar 1973, unter Bundeskanzler Konrad Adenauer Chef des Bundeskanzleramts (* 10. September 1898 in Düsseldorf)
- Walther Becker, † 8. März 1973 in Bad Godesberg, Diplomat (* 30. Mai 1894 in Weidenau, Westfalen)
- Franz Rademacher, † 17. März 1973, NS-Diplomat (* 20. Februar 1906 in Neustrelitz)
- Klaus Eschenburg, † 20. März 1973,  Brigadegeneral und Angehöriger des Bundesnachrichtendienstes (* 6. Januar 1913 in Danzig-Langfuhr)
- Walter von Keudell, † 7. Mai 1973, Politiker, (* 17. Juli 1884 in Castellammare di Stabia (Italien))
- Franz Schmidt, † 22. Mai 1973, Oberstadtdirektor von Bonn (* 3. Oktober 1899 in Südlohn)
- Albert Lang, † 23. Juli 1973, Theologieprofessor (* 5. Oktober 1890 in Falkenberg, Oberpfalz)
- Udo Müller, † 14. Januar 1974, Ministerialdirektor (* 3. Mai 1902 in Roßlau)
- Ernst Kutscher, † 12. Mai 1974, Jurist und Diplomat (* 15. März 1909 in Greifswald)
- Julius Claussen, † 16. Mai 1974 in Bad Godesberg, Verwaltungsjurist (* 3. Oktober 1899 in Gelting)
- Vinzenz Berger, † Dezember 1974, Pflanzenzüchter (* 26. April 1883 in Komotau)
- Friedrich von Zitzewitz, † 26. Januar 1975 in Bonn, Jurist (* 19. Februar 1888 auf Gut Muttrin)
- Karl Wurm, † 16. Februar 1975 in Bonn, Astronom (* 21. Juli 1899 in Siegen)
- Walter Schmidt-Rimpler, † 27. April 1975, Rechtsprofessor (* 25. November 1885 in Marburg)
- Wilhelm Koppe, † 2. Juli 1975, ehem. SS-Obergruppenführer (* 15. Juni 1896 in Hildesheim)

#### 1976–2000
- Heinz Rennau, † 27. April 1976, Referatsleiter im Reichssicherheitshauptamt (* 20. Februar 1899 in Demker)
- Vinzenz Rüfner, † 29. Mai 1976 in Bonn-Bad Godesberg, Philosoph (* 17. September 1899 in Dettingen am Main)
- Walther Mitzka, † 8. November 1976, Sprachwissenschaftler (* 27. Februar 1888 in Posen)
- Wilhelm Groth, † 20. Februar 1977, Physikochemiker (* 9. Januar 1904 in Hamburg)
- Otto Scheidgen, † 25. März 1977, Architekt und Denkmalpfleger (* 10. Mai 1893 in Bad Homburg v. d. H.)
- Ludwig Erhard, † 5. Mai 1977, Bundeskanzler a. D. (* 4. Februar 1897 in Fürth)
- Hermann Wandersleb, † 19. Mai 1977, Politiker (* 22. August 1895 in Meiningen)
- Rolf Acker, † 4. Juli 1977, deutscher Offizier (* 24. Juli 1917 in Jena)
- Friedrich-Wilhelm Wehrstedt, † 18. August 1977, Botschafter (* 26. Juni 1907 in Bad Gandersheim)
- Willi Georg Steffen, † 10. Oktober 1977, Diplomat (* 4. Oktober 1902 in Oberstein, Kreis Birkenfeld)
- Hermann Schmidt, † 2. Januar 1978, Geologe und Paläontologe (* 3. November 1892 in Elberfeld)
- Gustav Korkhaus, † 16. Juni 1978, Professor für Zahnmedizin (* 4. Januar 1895 in Köln)
- Herbert Zachert, † 11. November 1979, Japanologe (* 28. April 1908 in Berlin)
- Carlo Schmid, † 11. Dezember 1979, deutscher Politiker und Staatsrechtler (* 3. Dezember 1896 in Perpignan)
- Johannes Schlingensiepen, † 6. Februar 1980, evangelischer Theologe (* 17. Januar 1898 in Barmen)
- Wolfgang Schmid, † 23. November 1980, Professor (* 3. Juli 1913 in Moers)
- Conrad Ahlers, † 18. Dezember 1980, Journalist (* 8. November 1922 in Hamburg)
- Ludwig von Danwitz, † 22. Februar 1981, Journalist (* 6. April 1910 in Berlin)
- Ulrich Scheuner, † 25. Februar 1981, Rechtsprofessor (* 24. Dezember 1903 in Düsseldorf)
- Ernst Wirmer, † 19. August 1981, Hauptabteilungsleiter im Bundesverteidigungsministerium (* 7. Januar 1910 in Warburg)
- Hans-Joachim von Merkatz, † 25. Februar 1982, Bundesminister a. D. (* 7. Juli 1905 in Stargard, Pommern)
- Georg Leibbrandt, † 16. Juni 1982, deutscher Ministerialbeamter (* 5. September 1899 in Hoffnungsthal, Gouvernement Cherson, Russisches Kaiserreich)
- Hans Kauffmann, † 15. März 1983 in Bonn, Kunsthistoriker (* 30. März 1896 in Kiel)
- Robert von Förster, † 29. Oktober 1984, Diplomat (* 29. April 1913 in Clausthal-Zellerfeld)
- Albert Verbeek, † 24. November 1984, Kunsthistoriker (* 20. Februar 1909 in Köln)
- Hubertus Prinz zu Löwenstein-Wertheim-Freudenberg, † 28. November 1984, Journalist, Schriftsteller und Politiker (* 14. Oktober 1906 auf Schloss Schönwörth bei Kufstein, Tirol)
- Hugo Wilhelm Knipping, † 25. Dezember 1984, Medizinprofessor (* 9. Juli 1895 in Dortmund)
- Alfred Gütgemann, † 17. Januar 1985, Medizinprofessor (* 14. Dezember 1907 in Mehlem)
- Waldemar Haberey, † 4. April 1985, Ingenieur und Archäologe (* 4. Dezember 1901 in Hohrodberg, Elsass)
- Alois Mertes, † 16. Juni 1985, Diplomat und Staatsminister (* 29. Oktober 1921 in Gerolstein)
- Leo Weisgerber, † 8. August 1985, Sprachwissenschaftler und Keltologe (* 25. Februar 1899 in Metz)
- Rolf Lahr, † 14. September 1985, deutscher Diplomat (* 6. November 1908 in Marienwerder (Westpreußen))
- Paul Würfler, † 14. November 1985, Mediziner (* 4. Februar 1895 in Wetzlar)
- Joseph Schneider, † 7. Juni 1986 in Bonn, Präsident des Bundessozialgerichts (* 26. Oktober 1900 in Diedenhofen, Lothringen)
- Gerold von Braunmühl, † 10. Oktober 1986, Diplomat im Auswärtigen Amt (* 15. September 1935 in Breslau)
- Ernst Poertgen, † 3. November 1986, Fußballspieler (* 25. Januar 1912 in Altenessen)
- Madame Buchela, † 8. November 1986, Wahrsagerin (* 12. Oktober 1899 in Honzrath)
- Margarete Lenz † 16. November 1986, Sozialpolitikerin und Diplomatin (* 5. März 1899 in Siegen)
- Gerhard Schiedermair, † 23. November 1986 in Bad Godesberg, Jurist und Hochschullehrer (* 27. Juni 1906 in Marburg)
- Walter Henkels, † 8. Juni 1987, Journalist und Buchautor (* 9. Februar 1906 in Höhscheid, heute Solingen-Höhscheid)
- William Borm, † 2. September 1987, FDP-Politiker und MfS-Agent (* 7. Juli 1895 in Hamburg)
- Hans von Lehndorff, † 4. September 1987, Chirurg und Schriftsteller (* 13. April 1910 in Graditz bei Torgau)
- Theodor Sonnemann, † 6. September 1987, Staatssekretär (* 2. September 1900 in Hildesheim)
- Rudolf Maerker, † 24. November 1987, Journalist, Politiker und inoffizieller Mitarbeiter (IM) der Stasi (* 7. September 1927)
- Hans-Henning Zencke, † 24. Februar 1988, Wirtschaftsjournalist (* 4. Juli 1925 in Berlin)
- Elsbeth Weichmann,  † 10. Juli 1988, Politikerin (* 20. Juni 1900 in Brünn)
- Heinrich Krone, † 15. August 1989, Minister a. D. (* 1. Dezember 1895 in Hessisch Oldendorf)
- Werner Essen, † 23. September 1989, Bevölkerungswissenschaftler (* 25. November 1901 in Günthersdorf, Landkreis Grünberg i. Schles.)
- Günther Ungeheuer, † 13. Oktober 1989, Theater- und Filmschauspieler (* 15. Dezember 1925 in Köln)
- Herbert Wehner, † 19. Januar 1990, Politiker (KPD, SPD) (* 11. Juli 1906 in Dresden)
- Friedrich Karl Vialon, † 8. April 1990, Staatssekretär a. D. (* 10. Juli 1905 in Frankfurt am Main)
- Ludger Westrick, † 31. Juli 1990, Bundesminister (* 23. Oktober 1894 in Münster)
- Jürgen Plotz, † 2. August 1990, Medizinprofessor (* 25. November 1916 in Darmstadt)
- Harri Meier, † 7. November 1990, Professor für Romanistik (* 8. Januar 1905 in Hamburg)
- Ladis Schwartz, † 1991, rumänisch-deutscher Bildhauer (* 1920 in Temeswar, Rumänien)
- Victor-Emanuel Preusker, † 13. Mai 1991, Bundesminister (* 25. Februar 1913 in Berlin)
- Gert Bastian, † (wahrscheinlich) 1. Oktober 1992, Generalmajor und Politiker (Die Grünen) (* 26. März 1923 in München)
- Petra Kelly, † (wahrscheinlich) 1. Oktober 1992, Politikerin, Friedensaktivistin und Gründungsmitglied der Partei Die Grünen (* 29. November 1947 in Günzburg a. d. Donau)
- Axel von dem Bussche, † 26. Januar 1993, Offizier und Widerstandskämpfer des 20. Juli 1944 (* 24. April 1919 in Braunschweig)
- Wolfgang Paul, † 7. Dezember 1993, Physiker und Nobelpreisträger für Physik (* 10. August 1913 in Lorenzkirch, Sachsen)
- Helmut Schellknecht, † 1. Oktober 1994, Direktor beim Deutschen Bundestag, (* 14. August 1919 in Lahde)
- Walter Hofmann, † 1995, Professor der Geodäsie (* 15. Dezember 1912 in Wiesbaden)
- Karl Maria Hettlage, † 3. September 1995, Staatssekretär im Bundesfinanzministerium (* 28. November 1902 in Essen)
- Franz Thedieck, † 20. November 1995, Politiker, Staatssekretär a. D. (* 26. September 1900 in Hagen)
- Karl-Heinz Mattern, † 9. Juli 1996, Verwaltungsjurist (* 11. Dezember 1918 in Danzig)
- Hanns Gabelmann, † 5. September 1996, Professor für Archäologie (* 26. Dezember 1936 in Stuttgart)
- Eduard Dreher, † 13. September 1996, Verwaltungsbeamter (* 29. April 1907 in Rockau, heute Ortsteil von Dresden)
- Berthold Finkelstein, † 27. Oktober 1996, Volkswirt, (* 23. Dezember 1925 in Krefeld)
- Hans Klein, † 26. November 1996, Politiker (* 11. Juli 1931 in Mährisch Schönberg, Tschechoslowakei)
- Heilwig von der Mehden, † 1997, Autorin und Kolumnistin (* 1923 in Essen)
- Gerhard Konow, † 27. Mai 1997, Chef des Bundeskanzleramts (* 16. März 1929 in Stettin)
- Hermann Flohn, † 23. Juni 1997, Meteorologe (* 19. Februar 1912 in Frankfurt am Main)
- Gerhard Reischl, † 16. April 1998, Parl. Staatssekretär a. D. (* 17. Juli 1918 in München)
- Theodor Oberländer, † 4. Mai 1998, Politiker und Bundesminister (* 1. Mai 1905 in Meiningen)
- Erich Mende, † 6. Mai 1998, Jurist und Politiker (* 28. Oktober 1916 in Groß Strehlitz)
- Richard Jaeger, † 15. Mai 1998, Vizepräsident des Deutschen Bundestages (* 16. Februar 1913 in Schöneberg, heute Berlin-Schöneberg)
- Hartmut Krüger, † 8. Juli 1998, Rechtswissenschaftler (* 30. August 1943 in Greifswald)
- Heinz Westphal, † 30. Oktober 1998, Bundesminister a. D. (* 4. Juni 1924 in Berlin)
- Hans Steger, † 23. Dezember 1998, Kommunalpolitiker (* 9. Februar 1922 in Vilich-Rheindorf)
- Wolfgang Hesse, † 17. April 1999, Oberstadtdirektor (* 1913)
- Ottfried Hennig, † 19. Oktober 1999, Parlamentarischer Staatssekretär (* 1. März 1937 in Königsberg/Ostpreußen)
- Hans-Joachim Becke, † 15. Oktober 2000, Brigadegeneral des Heeres der Bundeswehr (* 26. Januar 1915 in Burg an der Wupper)
- Rüdiger Altmann, † 13. Februar 2000, Publizist (* 1. Dezember 1922 in Frankfurt am Main)
- Friedrich Wilhelm Bosch, † 20. März 2000, Juraprofessor (* 2. Dezember 1911 in Köln)
- Hans Edgar Jahn, † 21. April 2000 in Bonn-Bad Godesberg, CDU-Politiker (* 21. November 1914 in Neustettin, Pommern)
- Ernst Dieter Lueg, † 22. Mai 2000, Journalist (* 9. Januar 1930 in Essen)
- Douglas Swan, † 7. Juni 2000, Maler (* 1930 in New Britain, Connecticut, USA)
- Albert Pfitzer, † 27. Juli 2000, Verwaltungsjurist (* 22. August 1912 in Kirchen bei Ehingen)
- Brigitte Schröder, † 27. Oktober 2000, Gründerin der Evangelischen Krankenhaus-Hilfe (EKH) (* 28. Juli 1917 in Breslau)

### 21. Jahrhundert
- Heinz Starke, † 31. Januar 2001, Bundesfinanzminister (* 27. Februar 1911 in Schweidnitz/Schlesien)
- Götz von Houwald, † 16. August 2001, Diplomat und Wissenschaftler (* 13. Mai 1913 in Posen)
- Rudolf Pörtner, † 12. September 2001, Schriftsteller (* 30. April 1912 in Bad Oeynhausen)
- Hans Thomae, † 16. November 2001, Entwicklungspsychologe (* 31. Juli 1915 in Reit im Winkl)
- Gerhard Stoltenberg, † 23. November 2001, Bundesminister a. D. (* 29. September 1928 in Kiel)
- Ria Maternus, † 24. November 2001, Gastwirtin (* 13. Oktober 1914 in Neuwied)
- Christiane Grunwald, † 2001, Klassische Archäologin (* 1923)
- Hannibal von Lüttichau, † 29. Januar 2002, Offizier und Unternehmer (* 2. Februar 1915 in Dresden)
- Franz Elbern, † 23. Februar 2002, Fußballspieler (* 1. November 1910 in Lüttich)
- Rolf Friedemann Pauls, † 4. Mai 2002, Diplomat (* 26. August 1915 in Eckartsberga)
- Werner Ernst, † 26. August 2002, Staatssekretär a. D. (* 28. Januar 1910 in Gumbinnen, Ostpreußen)
- Günter Müggenburg, † 21. November 2002, Fernsehjournalist (* 3. März 1926 in Essen)
- Hans Ferdinand Linsser, † 28. November 2002, Diplomat (* 11. Dezember 1918 in Dortmund)
- Dieter von Würzen, † 8. Januar 2003, Staatssekretär (* 24. Juni 1930 in Hamburg)
- Kurt Georg Heinrich Andersen, † 9. Januar 2003, Inspekteur des Bundesgrenzschutzes (* 2. Oktober 1898 in Hohenrade, Kreis Königsberg i. Pr.)
- Annemarie Schimmel, † 26. Januar 2003, Islamwissenschaftlerin (* 7. April 1922 in Erfurt)
- Johann Georg Juchem, † 5. März 2003, Hochschullehrer (* 20. Juli 1939 in Leverkusen)
- Hans Bemmann, † 1. April 2003, österreichischer Schriftsteller (* 27. April 1922 in Groitzsch bei Leipzig)
- Günter Poser, † 3. Juni 2003, Marineoffizier (* 23. September 1916 in Berlin)
- Erich Strätling, † 16. September 2003, Diplomat (* 23. Oktober 1918 in Essen)
- Gunther Philipp, † 2. Oktober 2003, Theater- und Filmschauspieler (* 8. Juli 1918 in Topliza, Rumänien)
- Otto Schlecht, † 3. Dezember 2003, Staatssekretär a. D. (* 21. Dezember 1925 in Biberach an der Riß)
- Burhan Karkutli, † 26. Dezember 2003, deutsch-arabischer Künstler (* 1932 in Damaskus, Syrien)
- Wolfgang W. Wurster, † 29. Dezember 2003, Bauforscher und Archäologe (* 7. Juli 1937 in Aalen)
- Henning Brandis, † 16. November 2004, Mikrobiologe (* 17. Juli 1916 in Elberfeld)
- Dieter Wolf, † 22. August 2005, Präsident des Bundeskartellamtes (* 17. Dezember 1934 in Neuwied)
- Johann Adolf Graf von Kielmansegg, † 26. Mai 2006, Bundeswehrgeneral (* 30. Dezember 1906 in Hofgeismar)
- Günther Wagenlehner, † 25. Juni 2006, Politikwissenschaftler (* 19. November 1923 in Oederan)
- Horst von Schroeter, † 25. Juli 2006, Vizeadmiral der Bundesmarine (* 25. Juli 1919 in Bieberstein, Sachsen)
- Herbert Hupka, † 24. August 2006, MdB und Vertriebenenpolitiker (* 15. August 1915 in Diyatalawa, Britisch-Ceylon)
- Ulrich de Maizière, † 26. August 2006, General der Bundeswehr (* 24. Februar 1912 in Stade)
- Joachim Sochaczewski, † 15. Januar 2007, General der Bundeswehr (* 17. Oktober 1931 in Berlin)
- Martin Vogel, † 1. April 2007, Musikwissenschaftler (* 23. März 1923 in Frankfurt (Oder))
- Annemarie Suckow von Heydendorff, † 21. April 2007, Bildhauerin (* 21. März 1912 in Mediasch, Siebenbürgen)
- Albert Schnez, † 26. April 2007, General der Bundeswehr (* 30. August 1911 in Abtsgmünd)
- Kunrat von Hammerstein-Equord, † 13. Juni 2007, Wehrmachtsoffizier (* 14. Juni 1918 in Berlin)
- Siegfried Zoglmann, † 20. Oktober 2007 in Bonn-Bad Godesberg, MdB (* 17. August 1913 in Neumark/Kreis Taus)
- Hermann Maassen, † 25. Februar 2008, Jurist und Staatssekretär (* 12. Oktober 1915 in Köln)
- Winfried Vahlensieck, † 18. April 2008, Urologe (* 16. April 1929 in Salzkotten)
- Susanne Miller, † 1. Juli 2008, Historikerin (* 14. Mai 1915 in Sofia)
- Peter Klemm, † 29. Dezember 2008, Staatssekretär im BMF (* 20. Oktober 1928 in Jena)
- Isa Vermehren, † 15. Juli 2009, zunächst Kabarettistin und Schauspielerin, später Ordensschwester (* 21. April 1918 in Lübeck)
- Katrin Höngesberg, † 3. August 2009, Zeichnerin, Malerin, Illustratorin und Schriftstellerin (* 19. Januar 1921 in Essen)
- Karin Hempel-Soos, † 23. Oktober 2009, Schriftstellerin (* 13. März 1939 in Dresden)
- Hilde Purwin, † 29. März 2010, Journalistin (* 16. September 1919 in Obernissa bei Erfurt)
- Olga Sonntag, † 25. Mai 2010, Kunsthistorikerin (* 1. August 1923 in Hagen)
- Gerhard Boeden, † 26. Mai 2010, Präsident des Bundesamtes für Verfassungsschutz (* 10. Februar 1925 in Gütersloh)
- Harald von Petrikovits, † 29. Oktober 2010, Archäologe (* 8. August 1911 in Römerstadt)
- Olaf Göttgens, † 10. Juni 2011, Manager (* 29. Dezember 1965 in Offenburg)
- Reinhard Appel, † 26. Juni 2011, Journalist, Redakteur und Intendant (* 21. Februar 1927 in Königshütte)
- Elsa Enns, † 9. Juli 2011, Malerin (* 25. Februar 1962 in Koktjube/Kasachstan)
- Veronica Carstens, † 25. Januar 2012, Ärztin und Ehefrau des früheren Bundespräsidenten Carstens (* 18. Juni 1923 in Bielefeld)
- Alexander Graf York von Wartenburg, † 25. Januar 2012, Diplomat (* 13. Mai 1927 in Berlin)
- Gisela Niemeyer, † 7. Februar 2012, Bundesverfassungsrichterin a. D. (* 25. September 1923 in Danzig)
- Helmuth Prieß, † 26. April 2012, Oberstleutnant a. D. (* 18. März 1939 in Hildesheim)
- Friedrich Hirzebruch, † 27. Mai 2012, Mathematiker (* 17. Oktober 1927 in Hamm)
- Hans-Hilger Haunschild, † 30. August 2012, Staatssekretär a. D. (* 25. Januar 1928 in Berlin)
- Karl Horst Schmidt, † 29. Oktober 2012, Sprachwissenschaftler, Keltologe und Kaukasologe (* 31. Mai 1929 in Dessau)
- Hans Koban, † 27. Mai 2013 in Bad Godesberg, Vorstandssprecher der Deutschen Ausgleichsbank (* 30. Juli 1935 in Lauta, Sachsen)
- Konrad Redeker, † 7. Juni 2013, Rechtsanwalt (* 21. Juni 1923 in Mülheim an der Ruhr)
- Wilfred Geominy, † 16. November 2013, Kustos des Akademischen Kunstmuseums (* 1. Oktober 1947 in Essen)
- Walter J. Schütz, † 27. November 2013, Kommunikationswissenschaftler (* 27. Juli 1930 in Bochum)
- Nikolaus Himmelmann, † 19. Dezember 2013, Professor für Klassische Archäologie (* 31. Januar 1929 in Münster)
- Doris Maurer, † 5. Januar 2014, Germanistin und Autorin (* 23. Dezember 1951 in Duisburg)
- Lothar Domröse, † 19. Mai 2014, Generalleutnant a. D. (* 27. Oktober 1920 in Stolp, Pommern)
- Gottfried Eisermann, † 10. November 2014, Soziologieprofessor (* 6. November 1918 in Berlin)
- Friedhelm Rentrop, † 26. Januar 2015 in Bonn-Bad Godesberg, Wirtschaftsprüfer und Abgeordneter (* 14. Februar 1929 in Köln-Deutz)
- Werner Lamby, † 21. März 2015, Manager (* 1. Oktober 1924)
- Justus Müller Hofstede, † 27. April 2015, Kunsthistoriker (* 8. Mai 1929 in Berlin)
- Jörg-Dieter Gauger, † 7. Juli 2015, Althistoriker (* 27. November 1947 in Lüdenscheid)
- Heinz-Konrad Fenn, † 17. März 2016, Flottillenadmiral der Bundesmarine, Musiker, Komponist und Chordirigent des Bonner Shanty-Chors (* 20. Juli 1918 in Kiel)
- Peter Propping, † 26. April 2016, Medizinprofessor (* 21. Dezember 1942 in Berlin)
- Peter Brühl, † 28. April 2016, Urologe und Professor an der Universität Bonn (* 30. August 1932 in Göttingen)
- Antonius John, † 11. Mai 2016, Journalist (* 6. Oktober 1922 in Ahlen)
- Manfred J. M. Neumann, † 9. Juli 2016, Volkswirtschaftsprofessor (* 15. Dezember 1940 in Berlin-Zehlendorf)
- Karl Dietrich Bracher, † 19. September 2016, Politikwissenschaftler und Historiker (* 13. März 1922 in Stuttgart)
- Franz Fischer, † 1. Oktober 2016, Archäologe (* 7. Januar 1925 in Pforzheim)
- Hans-Adolf Jacobsen, † 12. Dezember 2016, Politikwissenschaftler (* 16. November 1925 in Berlin)
- Hans D. Barbier, † 17. Februar 2017, Journalist (* 15. April 1937 in Mönchengladbach)
- Horst Ehmke, † 12. März 2017, Bundesminister a. D. (* 4. Februar 1927 in Danzig)
- Max Georg Huber, † 20. März 2017, Physiker (* 25. Juni 1937 in Freiburg im Breisgau)
- Konrad Repgen, † 2. April 2017, Historiker (* 5. Mai 1923 in Friedrich-Wilhelms-Hütte)
- Fritz Hellwig, † 22. Juli 2017, Politiker (* 3. August 1912 in Saarbrücken)
- Christian Feit, † 10. September 2017, Diplomat (* 21. Oktober 1921 in Breslau)
- Hans Geulen, † 24. September 2017, Germanist (* 23. März 1932 in Aachen)
- Bruno Kropff, † 17. Oktober 2017, Jurist und Honorarprofessor an der Universität Bonn (* 7. September 1925 in Münster)
- Jürgen Ruhfus, † 25. Februar 2018, Jurist, Diplomat, Staatssekretär (* 4. August 1930 in Bochum)
- Gerd-Helmut Komossa, † 26. April 2018, Generalmajor a. D. (* 11. November 1924 in Allenstein)
- Fides Krause-Brewer, † 9. August 2018, Journalistin (* 1. August 1919 in München)
- Rudolf Schieffer, † 14. September 2018, Historiker (* 31. Januar 1947 in Mainz)
- Ulrich Heifer, † 14. Oktober 2018, Hochschullehrer und Gerichtsmediziner (* 1. Oktober 1930 in Siegen)
- Barthold C. Witte, † 1. November 2018, Ministerialbeamter (* 19. Mai 1928 in Kirchberg (Hunsrück))
- Claus Bergener, † 6. November 2018, Brigadegeneral (* 28. September in Hirschberg im Riesengebirge)
- Günther van Norden, † 21. November 2018, Kirchenhistoriker (* 24. Oktober 1928 in Köln)
- Bruno Schmidt-Bleibtreu, † 14. Dezember 2018, Ministerialbeamter (* 2. August 1926 in Odenkirchen)
- Werner Trutwin, † 12. Februar 2019, Philosoph, Theologe, Philologe und Religionswissenschaftler (* 6. März 1929 in Essen)
- Hans Werner Lautenschlager, † 29. Juni 2019, Diplomat (* 31. Januar 1927 in Tientsin)
- Rolf Knütel, † 25. September 2019, Rechtswissenschaftler (* 23. Dezember 1939 in Hamburg)
- Günter Zehm, † 1. November 2019, Journalist (* 12. Oktober 1933 in Crimmitschau)
- Annette Kuhn, † 27. November 2019, Historikerin, Frauenrechtlerin und Friedensforscherin (* 22. Mai 1934 in Berlin)
- Jean-Marie Zoellé, † 6. April 2020, französischer Politiker und ab 2011 Bürgermeister von Saint-Louis (* 16. November 1944 in Sierentz)
- Norbert Blüm, † 23. April 2020, Politiker (* 21. Juli 1935 in Rüsselsheim am Main)
- Hartmut Schiedermair, † 23. August 2020, Rechtswissenschaftler (* 16. Januar 1936 in Bonn)
- Wolfgang Clement, † 27. September 2020, Politiker, Bundesminister und NRW-Ministerpräsident (* 7. Juli 1940 in Bochum)
- Rudolf Hartung, † 7. Dezember 2020, Politiker, ehemaliger Bundesvorsitzender der Jungsozialisten (* 7. April 1948 in Hilden)
- Doris Pinkwart, † 12. Januar 2021, Klassische Archäologin und Bibliothekarin (* 23. Februar 1936 in Bremen)
- Karl-Günther von Hase, † 9. Mai 2021, Offizier, Diplomat und Intendant (* 15. Dezember 1917 auf Gut Wangern, Landkreis Breslau)
- Jürgen Liminski, † 11. Juni 2021, Journalist (* 1. April 1950 in Memmingen)
- Wolfgang Roth, † 4. Juli 2021, Politiker (* 26. Januar 1941 in Schwäbisch Hall)
- Heide Keller, † 27. August 2021, Schauspielerin und Drehbuchautorin (* 15. Oktober 1939 in Düsseldorf)
- Ursula Lehr, † 25. April 2022, Gerontologin, Politikerin (CDU) und Bundesministerin (* 5. Juni 1930 in Frankfurt am Main)
- Hermann Zemlin, † 4. Juli 2023, Beamter und Manager (* 27. März 1941 in Magdeburg)
- Ruth Schlette, † 26. Januar 2024, Historikerin, Autorin und Aktivistin (* 6. Februar 1933 in Lindau)
- Wilhelm Haas, † 18. Oktober 2024, Diplomat (* 18. August 1931 in Berlin)
- Ingeborg Flagge, † 20. Dezember 2024, Architekturkritikerin und -publizistin (* 1. Oktober 1942 in Oelde)

## Verbunden mit Bonn
Folgende Personen sind nicht in Bonn geboren, haben dort aber lange gelebt oder die Geschichte Bonns entscheidend beeinflusst. Personen, deren Verbundenheit mit Bonn sich auf eine Lehrtätigkeit oder ein Studium an der Rheinischen Friedrich-Wilhelms-Universität beschränkt, sind dort aufgeführt.
- Thegan, * vor 800, † 20. März 849/52, fränkischer Geistlicher und Biograf Ludwigs des Frommen, Propst des Stiftes Sankt Cassius und Florentius
- Adelheid von Vilich, * um 970 auf Burg Geldern, † um 1015 (?) in Köln, Äbtissin des 983 von ihren Eltern gegründeten Klosters Vilich; seit 2008 3. Bonner Stadtpatronin
- Eberhard von Virneburg, * unbekannt, † um 1340, Komtur der Deutschordens-Kommende in Ramersdorf
- Tilmann Bredenbach, * 1526 in Emmerich am Rhein, † 6. Mai 1587 in Köln, römisch-katholischer Geistlicher und Theologe, Kanoniker und Vorsitzender des geistlichen Ratskollegiums in Bonn
- Franz Buirmann, * 1590 in Euskirchen, ab 1628 Bürger von Bonn, berüchtigter kurkölnischer Hexenkommissar; verantwortlich für viele Opfer in Hexenprozessen
- Clemens August I. von Bayern, * 17. August 1700 in Brüssel, † 6. Februar 1761 auf Festung Ehrenbreitstein, von 1723 bis 1761 Erzbischof und Kurfürst in Kurköln; residierte in Bonn
- Heinrich-Johann von Droste zu Hülshoff, * 23. Januar 1735, † 5. April 1798, war 1771–76 Komtur (Deutscher Orden) der Kommende Ramersdorf in Bonn
- Gustav Friedrich Großmann, * 30. November 1746 in Berlin, † 20. Mai 1796 in Hannover, Schauspieler, Schriftsteller und Regisseur; lebte und arbeitete in Bonn
- Christian Gottlob Neefe, * 5. Februar 1748 in Chemnitz, † 26. Januar 1798 in Dessau, Komponist, Organist, Kapellmeister und Musikwissenschaftler, Lehrer von Ludwig van Beethoven
- Eulogius Schneider, * 20. Oktober 1756 in Wipfeld am Main, † 1. April 1794 in Paris, Franziskaner, Professor in Bonn – Lehrer von Beethoven – und Jakobiner
- Maximilian Franz von Österreich, * 8. Dezember 1756 in Wien, † 26. Juli 1801 auf Schloss Hetzendorf bei Wien, von 1784 bis 1801 Erzbischof und letzter Kurfürst von Kurköln; residierte in Bonn
- Ferdinand Ernst von Waldstein, * 24. März 1762 in Wien, † 26. Mai 1823 in Wien, war Geheimrat in Bonn und ein Förderer von Ludwig van Beethoven
- Anton Reicha, * 26. Februar 1770 in Prag, † 28. Mai 1836 in Paris, Komponist; zusammen mit Ludwig van Beethoven Mitglied im Bonner Hoforchester
- Clemens-August von Droste zu Hülshoff, * 2. Februar 1793 in Coesfeld, † 13. August 1832 in Wiesbaden, Professor sowie Rektor an der Universität Bonn, Vetter der Dichterin Annette von Droste-Hülshoff, Grab alter Friedhof Bonn
- Sibylle Mertens-Schaaffhausen, * 29. Januar 1797 in Köln, † 22. Oktober 1857 in Rom, „Rheingräfin“, Archäologin, Münzsammlerin
- Carl Schurz, * 2. März 1829 in Erftstadt-Liblar, † 14. Mai 1906 in New York, Revolutionär, lebte und studierte in Bonn, später US-amerikanischer General und Staatsmann
- Albert Dietrich, * 28. August 1829 im Forsthaus Golk bei Meißen; † 20. November 1908 in Berlin, Komponist und Dirigent, von 1855 bis 1861 Städtischer Musikdirektor in Bonn
- Katharina Brandis, * 18. Juni 1841 in Greifswald; † 14. November 1928 in Bonn, Malerin und Indienreisende
- Alexander Koenig, * 20. Februar 1858 in Sankt Petersburg; † 16. Juli 1940 auf Gut Blücherhof, Klocksin, Mecklenburg, Zoologe und Begründer des heutigen Museum Koenig in Bonn, seit 1934 Ehrenbürger der Stadt Bonn, begraben auf dem Bonner Südfriedhof
- Paul Clemen, * 31. Oktober 1866 in Leipzig, † 8. Juli 1947 in Endorf, Kunsthistoriker an der Bonner Universität und erster Provinzialkonservator der Rheinprovinz
- Georg Clemens Perthes, * 17. Januar 1869 in Moers, † 3. Januar 1927 in Arosa, Mediziner; studierte und arbeitete in Bonn
- Felix Huch, * 6. September 1880 in Braunschweig, † 6. Juli 1952 in Tutzing, Autor und Arzt; lebte einige Jahre in Bad Godesberg
- Elly Ney, * 27. September 1882 in Düsseldorf, † 31. März 1968 in Tutzing, Pianistin; wuchs in Bonn auf
- Heinrich Brüning, * 26. November 1885 in Münster, † 30. März 1970 in Norwich, Vermont, USA; studierte Philosophie und Volkswirtschaft in Bonn von 1911 bis 1914
- August Macke, * 3. Januar 1887 in Meschede (Westfalen), † 26. September 1914 südlich von Perthes-les-Hurlus (Champagne), Maler des Expressionismus, lebte und arbeitete einige Jahre in Bonn
- Marie Kahle, * 6. Mai 1893 in Dahme; † 1948 in London, Pädagogin, musste wegen ihrer Hilfe für jüdische Mitbürger vor den Nazis aus Bonn fliehen
- Carlo Schmid, * 3. Dezember 1896 in Perpignan, Frankreich, † 11. Dezember 1979 in Bad Honnef, von 1948 bis 1972 Mitglied des Parlamentarischen Rats sowie des Bundestages
- Ludwig Rickert, * 20. Juli 1897 in Schelze bei Posen, † 4. Oktober 1963 in Wuppertal, Lehrer, NSDAP-Mitglied und von 1933 bis 1945 Oberbürgermeister von Bonn
- Heinrich Alef, * 31. Oktober 1897 in Impekoven, † 29. September 1966 bei Unna, NSDAP-Mitglied, Bürgermeister in Bad Godesberg von 1933 bis 1945
- Robert Strobel, * 1898 in Mährisch-Ostrau, † 1994 in Bonn-Bad Godesberg, Journalist und Gründungsvorsitzender des Deutschen Presseclubs
- Siru Pedro Olympio, * 21. April 1898 in Lome (Togo), † 17. Februar 1969 Togo, Arzt und togolesischer Diplomat; studierte in Bonn Medizin
- Alf Bayrle, * 15. Dezember 1900 in Biberach an der Riß, † 11. September 1982 in Rotthalmünster, war Maler und Bildhauer, Mitbegründer der Bonner Künstlergruppe Semikolon
- Alex Möller, * 26. April 1903 in Dortmund, † 2. Oktober 1985 in Karlsruhe, Bundesfinanzminister und MdB
- Ernst Moritz Roth, * 31. Januar 1902 in Köln, † 12. März 1945 in Dreisel, Künstler u. Gegner des NS-Regimes, Vikar am Elisabeth-Krankenhaus Bonn und in Schwarzrheindorf; 1968 Ausstellung in Beuel
- Heinrich von Brentano, * 20. Juni 1904 in Offenbach am Main, † 14. November 1964 in Darmstadt, Bundesaußenminister
- Lauritz Lauritzen, * 20. Januar 1910 in Kiel, † 5. Juni 1980 in Bad Honnef, Bundesminister
- Gerhard Schröder, * 11. September 1910 in Saarbrücken, † 31. Dezember 1989 in Kampen auf Sylt, Bundesminister
- Hermann Höcherl, * 31. März 1912 in Brennberg bei Regensburg, † 18. Mai 1989 in Regensburg, Bundesinnenminister
- Willi Graf, * 2. Januar 1918 in Lübeck, † 12. Oktober 1943 in München-Stadelheim, Mitglied der Widerstandsgruppe Weiße Rose
- Isa Vermehren, * 21. April 1918 in Lübeck, † 15. Juli 2009 in Bonn, ehemalige Kabarettistin, Filmschauspielerin und spätere Ordensschwester; lebte in Bonn-Pützchen
- Theo Rasehorn, * 26. Oktober 1918 in Lüdenscheid; † 16. Januar 2016, Jurist, Richter am Landgericht Bonn
- Fides Krause-Brewer, * 1. August 1919 in München, geborene Hofer, Journalistin in Bonn
- Camillo Fischer, * 23. Juni 1920 in Zittau/Sachsen; † 2. November 2009 in Straubing, Bildjournalist, Dokumentar der Zeit Bonns als deutscher Hauptstadt und künstlerischer Fotograf
- Georg Leber, * 7. Oktober 1920 in Obertiefenbach, Hessen; † 21. August 2012 in Schönau am Königssee, Bundesminister a. D.
- Karl Theodor zu Guttenberg, * 23. Mai 1921 auf Schloss Weisendorf bei Höchstadt an der Aisch, † 4. Oktober 1972 in Stadtsteinach, MdB und Parlamentarischer Staatssekretär
- Egon Bahr, * 18. März 1922 in Treffurt, † 19. August 2015 in Berlin, Bundesminister a. D.
- Erich Loest, * 24. Februar 1926 in Mittweida, † 12. September 2013 in Leipzig, Schriftsteller; lebte einige Jahre in Bonn-Bad Godesberg
- Erhard Eppler, * 9. Dezember 1926 in Ulm, Politiker, ehem. Bundesminister für wirtschaftliche Zusammenarbeit
- Günter Guillaume, * 1. Februar 1927 in Berlin, † 10. April 1995 in Eggersdorf als Günter Bröhl, MfS-Spion, dessen Enttarnung zum Rücktritt Willy Brandts führte
- Horst Ehmke, * 4. Februar 1927 in Danzig, † 12. März 2017 in Bonn, ehem. Bundesminister; 1980 bis 1990 SPD-Landtagsabgeordneter für den Wahlkreis Bonn
- Georg Pollich, * 1. März 1928 in Brestovac/Zagreb, † 2. August 2025, Architekt
- Klaus Bölling, * 29. August 1928 in Potsdam, † 1. November 2014 in Berlin, Regierungssprecher der Bundesregierung
- Christel Guillaume, geb. Boom, * 6. Oktober 1927 in Berlin, † 20. März 2004 in Berlin, MfS-Spionin
- Friedrich Voss, * 1. Februar 1931 in Düsseldorf, † 27. Juli 2012 in Düsseldorf, Politiker (CDU, später CSU)
- Hans Daniels, * 11. Dezember 1934 in Düsseldorf, Politiker der CDU; ehemaliger Oberbürgermeister von Bonn
- Norbert Blüm, * 21. Juli 1935 in Rüsselsheim, † 23. April 2020 in Bonn, Politiker der CDU; 1982 bis 1998 Bundesminister für Arbeit und Sozialordnung
- Hans M. Schmidt, * 26. November 1936 in Hürth, Kunsthistoriker; langjähriger Sammlungsdirektor im Rheinischen Landesmuseum (1982–2000)
- Gerd Hergen Lübben, * 31. Mai 1937 in Sillenstede (Friesland), Schriftsteller; gründete die „Bühne für sinnliche Wahrnehmung – KONZIL“ (Bonn, 1961–1963); lebt in Bonn
- Dierk Henning Schnitzler, * 16. Juni 1937 in Remscheid, Jurist, ehemaliger Polizeipräsident in Bonn (1994–2002); lebt in Bonn
- Geert Müller-Gerbes, * 18. September 1937 in Jena; † 22. November 2020 in Bonn, Journalist und Fernsehmoderator; lebte in Bonn
- Jürgen Echternach, * 1. November 1937 in Lauenburg/Pommern, † 4. April 2006 in Hamburg, Politiker (CDU), MdB und Parlamentarischer Staatssekretär
- Hermann Josef Roth, * 2. Januar 1938 in Montabaur, Kulturhistoriker und Autor, Aktivist für Denkmalpflege und Landschaftsschutz
- Gerd Pützer, * 28. März 1938 in Stolberg (Rheinland), Kommunalpolitiker (CDU)
- Klaus Wirtgen, * 30. August 1938 in Bad Nauheim; † 28. März 2010 in Bad Honnef, Spiegel-Journalist während der Bonner Republik
- Jürgen Todenhöfer, * 12. November 1940 in Offenburg, Jurist, Politiker, Publizist, Medienmanager, wohnte in Lengsdorf
- Irmgard Karwatzki, * 15. Dezember 1940 in Duisburg, † 9. Dezember 2007 in Mönchengladbach, Politikerin (CDU)
- Don F. Jordan, * 13. Februar 1941 in New York City, US-amerikanischer Journalist; hat lange in Bonn bzw. Bad Godesberg gelebt und gearbeitet
- Gerhard Glogowski, * 11. Februar 1943 in Hannover, Politiker; wuchs in Bonn auf
- Elke Heidenreich, * 15. Februar 1943 in Korbach, Journalistin und Moderatorin; lebte und machte ihr Abitur in Bonn
- Siegfried Pater, * 26. Februar 1945 in Thum; † 7. Februar 2015 in Bonn, Journalist, Schriftsteller und Filmregisseur
- Konrad Beikircher, * 22. Dezember 1945 in Bruneck, Südtirol, Kabarettist und Musiker; lebt in Bonn
- Rainer Popp, * 24. März 1946 in Staßfurt, Schriftsteller, Journalist, Direktor von Radio Luxemburg, Korrespondent Deutscher Depeschendienst (ddp) in Bonn
- Peer Steinbrück, * 10. Januar 1947 in Hamburg, ehemaliger Bundesfinanzminister und ehemaliger Ministerpräsident von Nordrhein-Westfalen; lebt in Bonn-Bad Godesberg
- Rainer Pause, * 14. Juni 1947 in Essen, Kabarettist; gründete das „Pantheon“; lebt in Bonn
- Bill Mockridge, * 18. Juli 1947 in Toronto, Schauspieler und Kabarettist, Gründer der Springmaus; lebt in Bonn-Endenich
- Marianne Pitzen, * 29. Mai 1948 in Stuttgart, Künstlerin und Gründerin des Frauenmuseums
- Hans Weingartz, * 7. Februar 1949 in Königswinter, † 15. November 2024, Verleger, Gründer des Kid Verlages
- Bärbel Dieckmann, * 26. März 1949 in Leverkusen, ehem. Oberbürgermeisterin von Bonn und ehem. Mitglied im Präsidium der SPD
- Gisbert Haefs, * 9. Januar 1950 in Wachtendonk, Nordrhein-Westfalen, Schriftsteller und Übersetzer
- Gerda Hasselfeldt, * 7. Juli 1950 in Straubing, Politikerin (CSU), MdB und ehem. Bundesbauministerin
- Lars Brandt, * 3. Juni 1951 in Berlin, Künstler und Autor
- Doro Paß-Weingartz, * 17. September 1951 in Gladbeck, Politikerin von Bündnis 90/Die Grünen; von 1994 bis 1999 Bürgermeisterin in Bonn
- Matthias Kurth, * 19. Februar 1952 in Heidelberg, Präsident der Bundesnetzagentur
- Karl-Heinz Schommer, * 24. März 1953 in Dillingen/Saar, Architekt
- Manfred Stenner, * 4. April 1954 in Hemer, † 17. Juli 2014 in Bonn, Friedensaktivist
- Jürgen Nimptsch, * 16. April 1954 in Wesseling, Oberbürgermeister der Stadt Bonn von 2009 bis 2015
- Udo Di Fabio, * 26. März 1954 in Walsum, ehemaliger Richter des Bundesverfassungsgerichts
- Bernhard Kremser, * 1954 bei Dresden, Bildhauer, Designer, Grafiker und Schauspieler
- Norbert Alich, * 13. März 1955, Kabarettist (Pantheon)
- Stephan Eisel, * 10. Juni 1955 in Landau, CDU-Politiker, ehem. Bonner Bundestagsabgeordneter
- Michael Denhoff, * 25. April 1955 in Ahaus, Komponist und Cellist; lebt in Bonn
- Margie Kinsky, * 21. April 1958 in Rom, Mitbegründerin des Improvisationstheaters Springmaus; lebt in Bonn-Endenich
- Bruce Dickinson, * 7. August 1958 in Worksop, England, Sänger der Heavy-Metal-Band Iron Maiden; lebte in Bonn
- Peter Kloeppel, * 14. Oktober 1958 in Frankfurt/Main, RTL Newsanchor; wohnt in Bonn
- Horst Burbulla, * 1959 in Ortelsburg (Polen), Unternehmer, Erfinder und Oscar-Preisträger; aufgewachsen und lebt in Bonn
- Frank H. Asbeck, * 11. August 1959 in Hagen, Manager und Vorstandsvorsitzender der Solarworld AG
- Akif Pirinçci, * 20. Oktober 1959 in Istanbul, Schriftsteller; lebt in Bonn
- Guido Westerwelle, * 27. Dezember 1961 in Bad Honnef, † 18. März 2016 in Köln-Lindenthal; FDP-Vorsitzender und Bundesaußenminister mit Bonner Wahlkreis
- Bruno Kahl, * 12. Juli 1962 in Essen, Präsident des Bundesnachrichtendienstes; in Bonn aufgewachsen
- Harald Gesterkamp, * 30. Oktober 1962, Schriftsteller und Journalist, lebt in Bonn
- Britta Kanacher, * 1963 in Kaiserslautern, Religionswissenschaftlerin; gründete in Bonn ein Institut für Migrationsforschung und interkulturelle Bildung
- Rüdiger Hoffmann, * 30. März 1964 in Paderborn, dt. Kabarettist und Musiker; lebt in Bonn-Beuel
- Max Lunga, * 31. März 1964 in Bulawayo, eh. simbabwischer Fußballnationalspieler; lebte in Bonn und bestritt 188 Spiele für den Bonner SC
- Hape Kerkeling, * 9. Dezember 1964 in Recklinghausen, Komiker, Autor, Moderator, Schauspieler, Sänger und Synchronsprecher; lebt in Bonn[1]
- Dominik Dombrowski, * 1964 in Waco/Texas, Schriftsteller; studierte an der Friedrich-Wilhelms-Universität und lebt in Bonn
- Walter Schmidt, * 2. Februar 1965 in Saarbrücken, † 6. Oktober 2016 in Saarbrücken, freier Journalist und Autor; lebte und arbeitete von 1996 bis 2015 in Bonn
- Margarete Heidler, * 27. Juli 1965 in Schwäbisch Gmünd, Kommunalpolitikerin, von 2016 bis 2024 Kämmerin in Bonn
- Götz Widmann, * 13. November 1965 in Bad Brückenau, Liedermacher, lebt in Bonn
- Stefan Raab, * 20. Oktober 1966 in Köln, besuchte in Bonn-Bad Godesberg das Aloisiuskolleg und machte dort Abitur
- Alexander Graf Lambsdorff, * 5. November 1966 in Köln, Diplomat und ehemaliger FDP-Bundestagsabgeordneter aus Bonn
- Jennifer Nitsch, * 10. Dezember 1966 in Köln, † 13. Juni 2004 in München, Schauspielerin; Schülerin der OKS
- Alexander Braun, * 1966 in Dortmund, Kunsthistoriker und bildender Künstler
- Peter Kohlgraf, * 21. März 1967, Bischof von Mainz; hat in Bonn studiert und gearbeitet
- Bodo Illgner, * 7. April 1967 in Koblenz, Fußballspieler; aufgewachsen in Bonn
- Ulrich Kelber, * 29. März 1968 in Bamberg, SPD-Politiker, Bundesbeauftragter für den Datenschutz und die Informationsfreiheit, ehemaliger Bundestagsabgeordneter von Bonn
- Oliver Masucci, * 6. Dezember 1968 in Stuttgart, Schauspieler, besuchte das Ernst-Moritz-Arndt-Gymnasium Bonn
- Birte Schrein, * 11. Februar 1969 in Lübeck, Theaterschauspielerin; lebt und arbeitet in Bonn
- Bernhard Hoëcker, * 20. März 1970 in Neustadt an der Weinstraße, Schauspieler und Komödiant; lebt in Bonn
- Sabriye Tenberken, * 19. September 1970 in Köln; aufgewachsen in Bonn, Tibetologin und Gründerin der Organisation Braille Ohne Grenzen
- Lothar Kittstein, * 22. Oktober 1970 in Trier, Autor und Dramaturg; lebt und arbeitet in Bonn
- Édouard Philippe, * 28. November 1970 in Rouen/Frankreich, Premierminister der französischen Republik; machte sein Abitur an der Französischen Schule in Bonn
- Volker Weininger, * 22. Januar 1971 in Waldbröl, Kabarettist, Büttenredner und Autor; lebt in Bonn
- Till Brönner, * 6. Mai 1971 in Viersen, Jazz-Trompeter; besuchte in Bonn-Bad Godesberg ein Internat und machte dort Abitur
- Bastian Pastewka, * 4. April 1972 in Bochum, Komiker; aufgewachsen in Bonn
- Pablo Thiam, * 3. Januar 1974 in Conakry, Fußballspieler und -funktionär; aufgewachsen in Bonn
- Paula Lambert, * 26. April 1974 in München, Journalistin und Moderatorin; aufgewachsen in Bonn
- Katja Dörner, * 18. Februar 1976 in Siegen, Bonner Oberbürgermeisterin und ehemalige Grüne-Bundestagsabgeordnete
- Dörte Schall, * 13. September 1977, Politikerin (SPD); war von 2008 bis 2015 Vorsitzende der SPD in Bonn
- Britta Sabbag, * 30. Oktober 1978 in Osnabrück, Autorin; hat in Bonn studiert und lebt in Bonn
- Heiko Andreas von der Gracht, * 30. November 1978 in Aachen, Wirtschaftswissenschaftler, Zukunftsforscher und Sachbuchautor
- Hüzeyfe Doğan, * 1. Januar 1981 in Karakoçan, Türkei, Fußballspieler; aufgewachsen in Bonn
- Xatar, * 24. Dezember 1981 in Sanandadsch, Iran; † 7. Mai 2025 in Köln, Rapper; aufgewachsen in Bonn
- Katrin Uhlig, * 5. Juli 1982 in Duisburg, Politikerin (Bündnis 90/Die Grünen) und Bonner Bundestagsabgeordnete
- Julia Höller, * 19. Oktober 1982 in Hamm, Politikerin (Bündnis 90/Die Grünen) und Bonner Landtagsabgeordnete
- Jan-Ingwer Callsen-Bracker, * 23. September 1984 in Schleswig, Fußballspieler; aufgewachsen in Bonn
- Die P, * 1987 in München, Rapperin, aufgewachsen und lebt in Bonn
- Alexander Ring, * 9. April 1991 in Helsinki, Finnland, Fußballspieler; aufgewachsen in Bonn
- Jessica Rosenthal, * 28. Oktober 1992 in Hameln, Politikerin (SPD) und Bonner Bundestagsabgeordnete
- Taşkın Çalış, * 25. Juli 1993 in Wetzlar, Fußballspieler; aufgewachsen in Bonn
- Tim Achtermeyer, * 13. September 1993 in Mönchengladbach, Politiker (Bündnis 90/Die Grünen), Bonner Landtagsabgeordneter und Stadtratsmitglied
- Amer Kadrić, * 12. Oktober 1994 in Bosnien-Herzegowina, Fußballspieler; aufgewachsen in Bonn
- Frederic Ananou, * 20. September 1997 in München, Fußballspieler; aufgewachsen in Bonn